# Schwelle (Bahn)

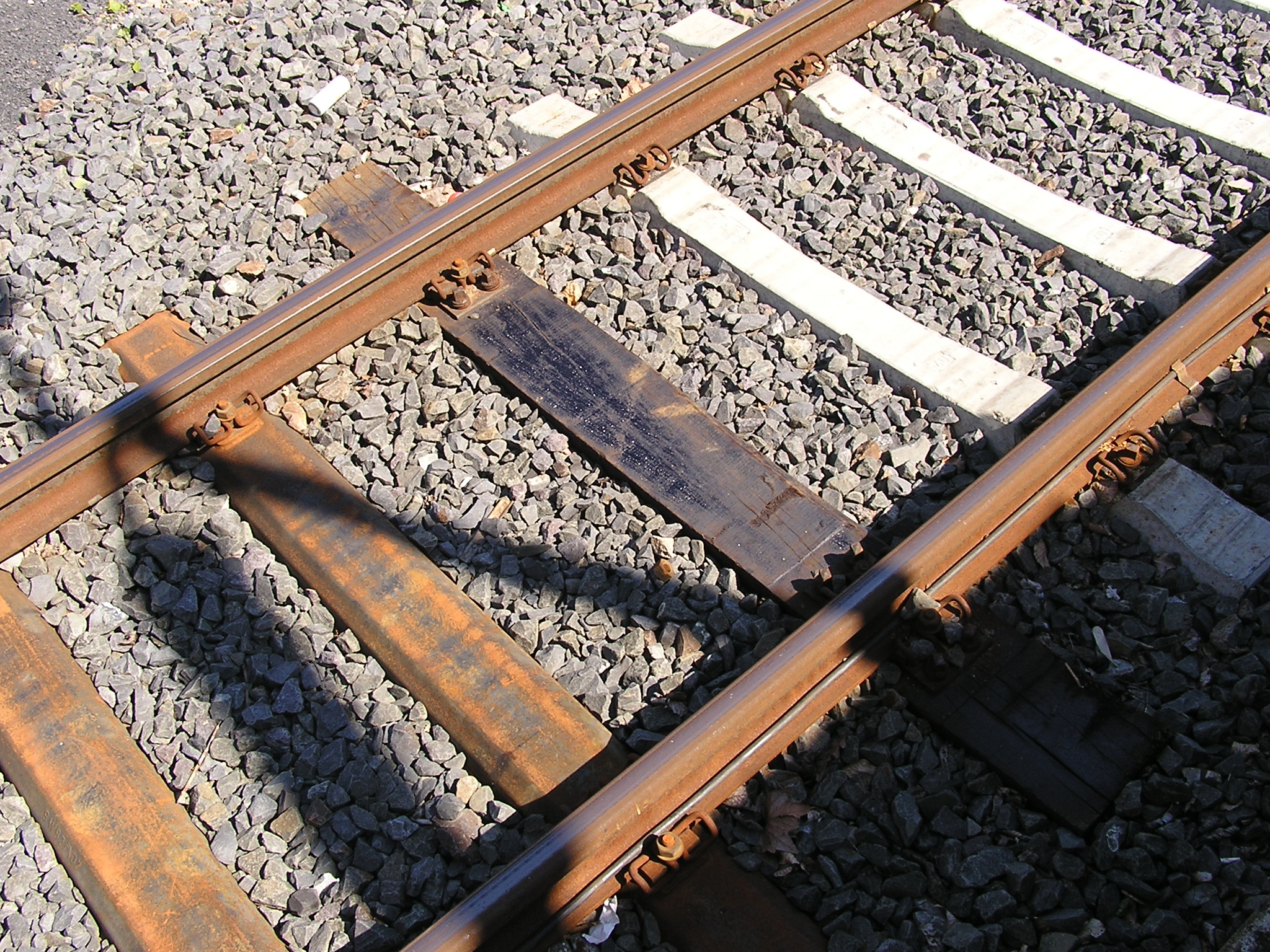
Querschwellen: Gleisstück mit Stahl-, Holz- und Betonschwellen

Die Schwelle (auch Bahnschwelle) ist bei der Eisenbahn eine Schienenunterstützung. Als Teil des Eisenbahnoberbaus trägt sie die Schienen und verteilt deren Belastungen auf die Gleisbettung.
Man unterscheidet zwischen Querschwellen und Langschwellen.
- Die Querschwellen (auch Grundschwellen) fixieren die Schienen im Oberbau und in ihrer gegenseitigen Lage. Mit ihnen wird auch die Spurweite sichergestellt.
- Langschwellen (auch Längsschwellen) aus vorwiegend Holz wurden in der Vergangenheit parallel zu und unter den Schienen verlegt.

Die Schwellen bilden zusammen mit den Schienen und den Schienenbefestigungs- und Schienenverbindungsmitteln das Gleis.

## Langschwellen

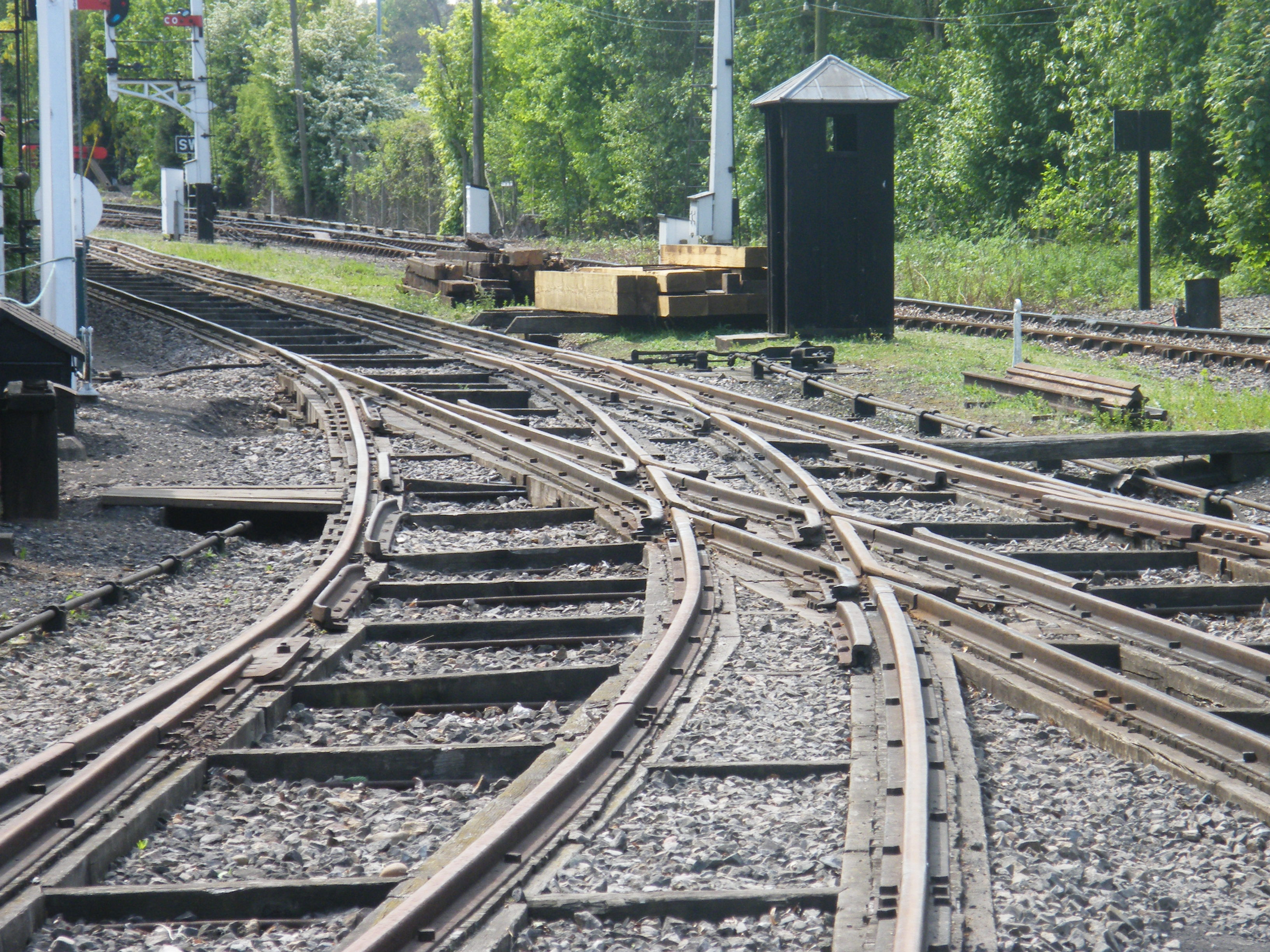
Langschwellenoberbau mit Spurhaltern im Didcot Railway Centre, England;
Dreischienengleis und -weiche sowie Trennung (Mitte rechts und unten links) von Regel- und Brunelscher Breitspur

Bevor es Breitfußschienen gab, glichen Langschwellen die zu geringe Biegesteifigkeit der damaligen Schienen um eine horizontale Achse aus.
Zur Sicherung der Spurweite wurden die Schienen mit Querstangen (Spurhaltern) verbunden oder die Langschwellen auf Querschwellen in gegenseitig größerem Abstand gelegt und befestigt.
Im Grenzfall dienten die Langschwellen selbst als Schienen, wobei die bis etwa vier Meter langen Holzschienen (Langschwellen) lediglich auf der Oberseite metallbeschlagen waren. Eine bekannte Anwendung von Langschwellen aus Holz war das Breitspurnetz der britischen Great Western Railway (nebenstehende Abbildung).

## Querschwellen

### Anforderungen
Eisenbahnschwellen müssen diversen Anforderungen gerecht werden; so müssen sie der Witterung widerstehen, Lasten gut verteilen können, die Spurweite dauerhaft garantieren, hoher Längs- und Querverschiebewiderstand, ausreichend maßhaltig und nicht zuletzt günstig in der Instandhaltung sein.
Im Laufe der Entwicklung von Querschwellen sind verschiedene Materialien verwendet worden oder werden auch heute noch verwendet. Zu diesen Materialien zählen:
- Hartholz (Buche und Eiche)
- Weichholz (Kiefer und Lärche)
- Stahl (Trogschwelle oder Bauform Y)
- Spannbeton
- Kunststoff

### Holzschwelle

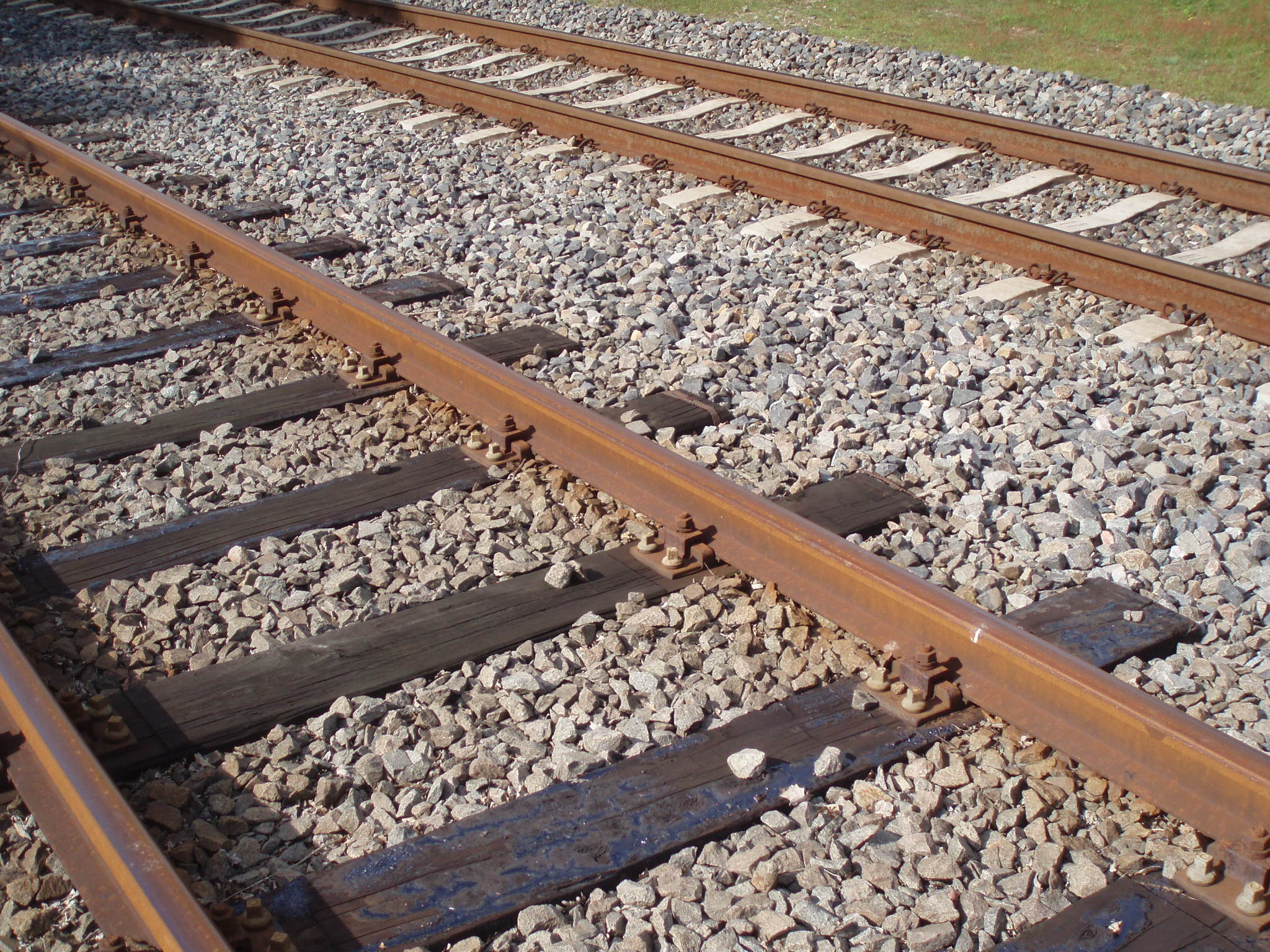
Gleise mit Holz- und Betonschwellen

Holzschwellen waren über Jahrzehnte bis zur Einführung der Stahlschwelle die am häufigsten angewendeten Querschwellen. Mit der Verbreitung von Betonschwellen ging der Anteil an Holzschwellen weiter zurück. Sie werden heute überwiegend auf Brücken und in Weichen, aber auch in engen Bögen eingebaut.
Direkt, also ohne Schotterbettung auf den Fahrbahnträgern von Stahlbrücken mit offener Fahrbahn verlegte Holzschwellen werden Brückenbalken genannt. Ihr Querschnitt ist deutlich größer.
Da sich Holz gut verarbeiten lässt, ist es möglich, kostengünstig individuelle Schwellenlängen sowie Schwellenbohrungen nach Maß herzustellen. Wegen der gegenüber Betonschwellen geringeren Höhe werden Holzschwellen insbesondere dort verlegt, wo die Bettungsstärke begrenzt ist. Das betrifft Brücken, Tunnel und andere Überwerfungsbauwerke.
Sie erreichen eine Lebensdauer von bis zu 35 Jahren. Holzschwellen übertragen Vibrationen weit weniger als andere Materialien, deshalb sind sie das bevorzugte Material für Brücken in Wohngebieten. Weichenschwellen haben viele unterschiedliche Längen, was dazu geführt hat, dass sich hier Holz als Material lange gehalten hat, auch bei sonst mit Betonschwellen ausgerüsteten Bahnanlagen. Ein weiterer Vorteil von Holzschwellen ist, dass sie Entgleisungen besser als Beton- und Stahlschwellen verkraften. Deshalb werden sie insbesondere auf Rangierbahnhöfen und in Ablaufanlagen weiterhin eingesetzt.

#### Rohstoff
Als Rohstoff für Holzschwellen sind verschiedene Holzarten zulässig. Es werden folgende Holzarten empfohlen:
- europäische Laubhölzer: Buchen- und Eichenholz
- europäische Nadelhölzer: Gemeine Kiefer, Seekiefer, Pinie, Schwarzkiefer, Douglasie, Lärche
- tropische Laubhölzer: Lophira alata, Shorea laevis, Dicorynia guianensis, Eucalyptus marginata, Eucalyptus diversicolor, Ocotea rodiaei, Mora excelsa

Der Anteil der verwendeten, einzelnen Holzarten bei Holzschwellen veränderte sich im Laufe der Zeit. Während um 1880 über die Hälfte der Holzschwellen in Deutschland aus Eichen- und der Großteil des Restes aus Kiefernholz bestand, wurden in den 1960er Jahren ausschließlich Buchenholzschwellen eingebaut. Während in der Vergangenheit auch in Deutschland (importierte) tropische Laubhölzer verwendet wurden, werden heute nur noch europäische Laubhölzer bei der Deutschen Bahn eingesetzt, welche  mit dem FSC- und/oder dem PEFC-Gütesiegel zertifiziert sind, also aus ökologischen und nachhaltigen Quellen stammen.
Hartholzschwellen werden sowohl auf freier Strecke als auch im Bereich von Brücken und Weichen eingebaut. Für wenig belastete und Straßenbahngleise werden auch Weichholzschwellen aus Kiefern- oder Lärchenholz verwendet. Aus Schallschutzgründen können ebenfalls Weichholzschwellen eingesetzt werden, da diese eine bessere Körper- und Luftschalldämmung als Hartholzschwellen aufweisen.
In anderen Ländern verwendet man in Abhängigkeit von der örtlichen Verfügbarkeit verschiedene Holzarten. In tropischen Ländern beispielsweise das widerstandsfähige Teakholz sowie andere harte und resistente Hölzer, wie z. B. Muhuhu und in Südamerika Quebracho. In Ländern ohne Laubholzwälder wurden dagegen hauptsächlich Nadelhölzer eingesetzt.
Die Rohstoffe müssen verschiedenen Qualitätsanforderungen genügen, um eine lange Liegedauer zu erreichen.

#### Produktion

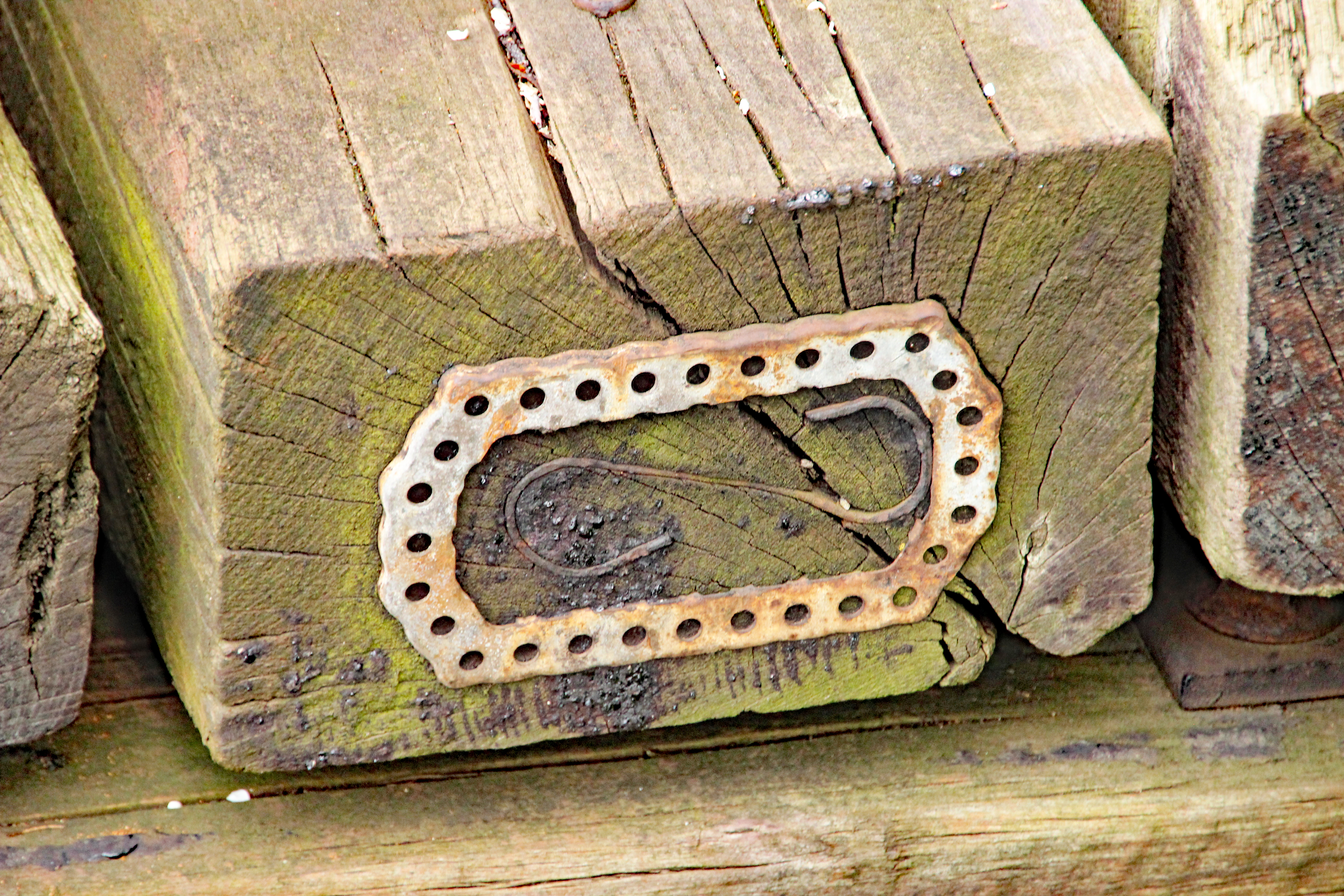
Holzschwelle mit S-Haken und Kronenblech im Hirnholz

Nach dem Fällen der Bäume werden diese in einem Sägewerk eingeschnitten. Anschließend erfolgt eine Lufttrocknung, bis ein bestimmtes Rohgewicht unterschritten wird. Bei Buchenholz beträgt dieses 750 kg/m³ und bei Eichenholz 900 kg/m³.
Im Anschluss an die Lufttrocknung erfolgt die Bearbeitung der Holzschwellen. Dazu werden sie an den Plattenauflagern gehobelt und anschließend gebohrt. Die Bohrungen dienen der späteren Schienenbefestigung. Zusätzlich werden bei Buchenholzschwellen an der Unterseite sogenannte Imprägnierlöcher gebohrt, um die Tränkmittelaufnahme zu verbessern. Um die Isolierung der Schienen zu gewährleisten, dürfen die Schwellen nicht durchbohrt werden. Gegen die Neigung des Holzes, an den Stirnseiten der Schwellen aufzuplatzen, werden Schwellensicherungsmittel, wie S-Haken, Krallenbänder, Stahlbandagen, Nagel- oder Kronenbleche in das Hirnholz der Schwellenenden angebracht.
Nach der Bearbeitung erfolgt die Imprägnierung der Holzschwellen im Kesseldruckverfahren und das Aufplatten. Hierunter wird das Verschrauben der Rippenplatten auf den Schwellen mit den Schwellenschrauben verstanden. Zum Abschluss erfolgt eine Qualitätsabnahme durch den Kunden.
Holzschwellen müssen an der Stirnseite gekennzeichnet sein. Markierungsnägel (Nageno, Nagelschmiede Oberschöna) bezeichnen die Einbaulage von Weichenschwellen. Jahresnägel bezeichnen den Hersteller und das Erzeugungsjahr von Schwellen.

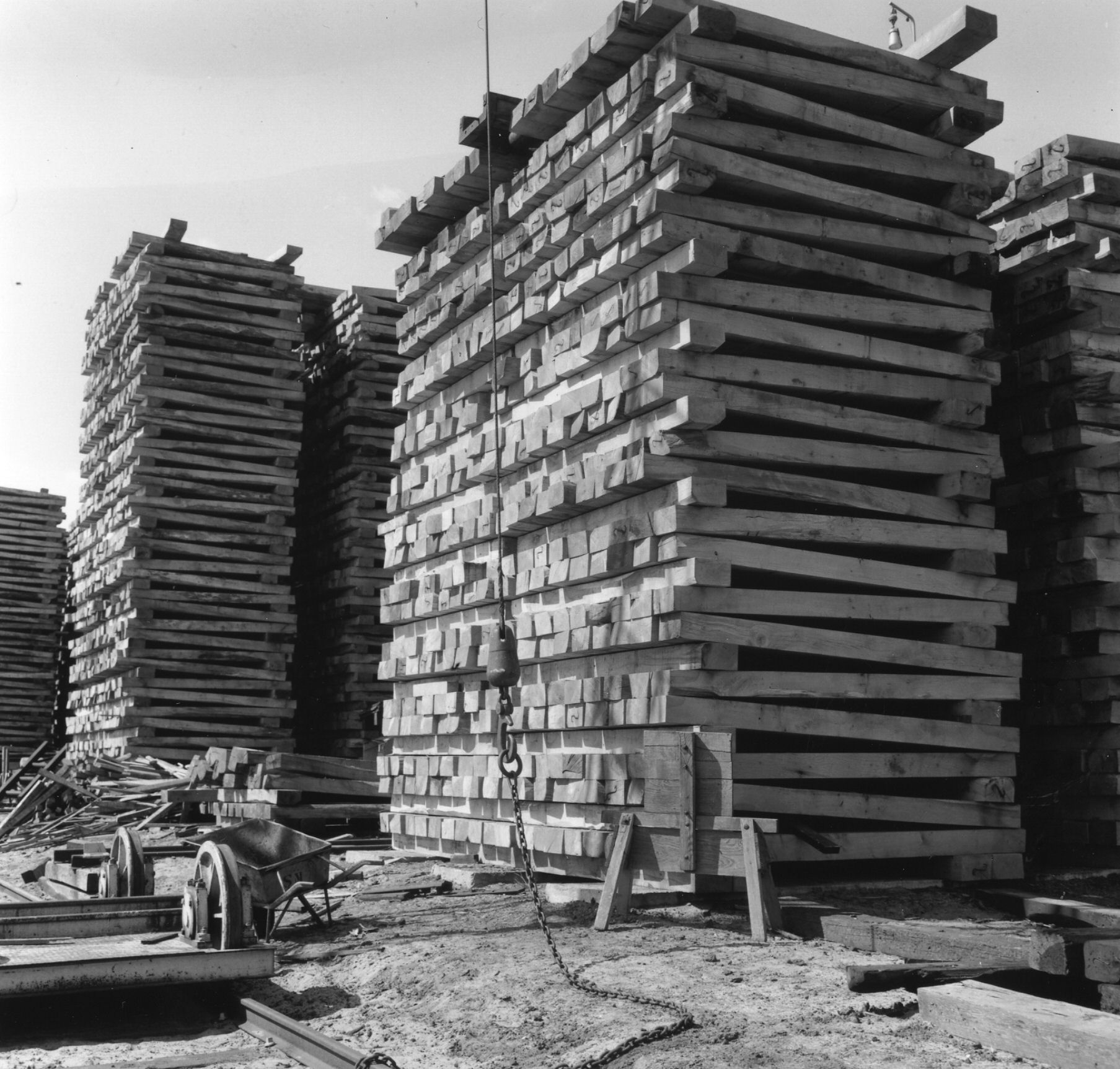
Zur Lufttrocknung gestapelte Holzschwellen
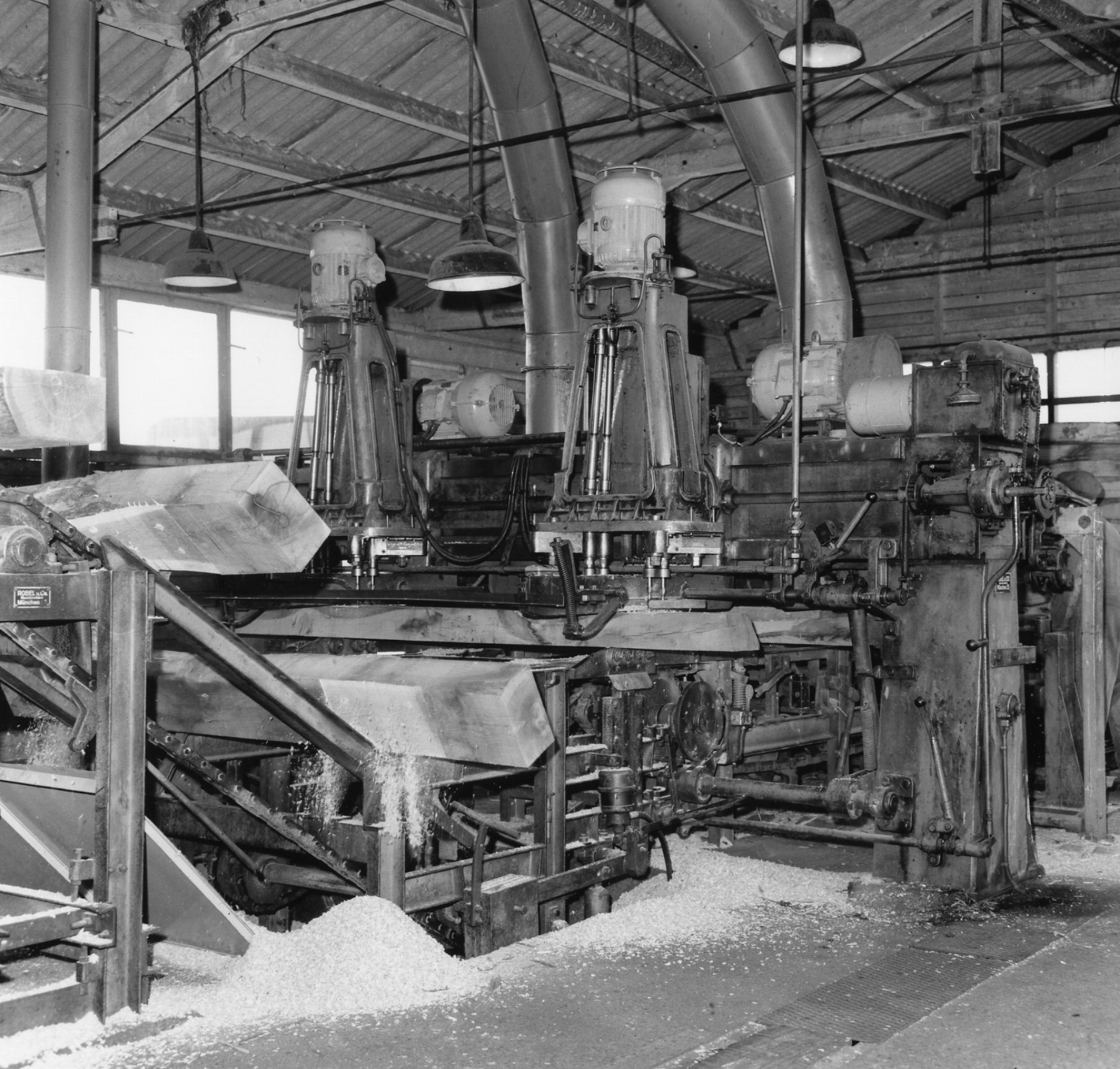
Holzbearbeitungszentrum zum Hobeln und Bohren der Plattenauflager
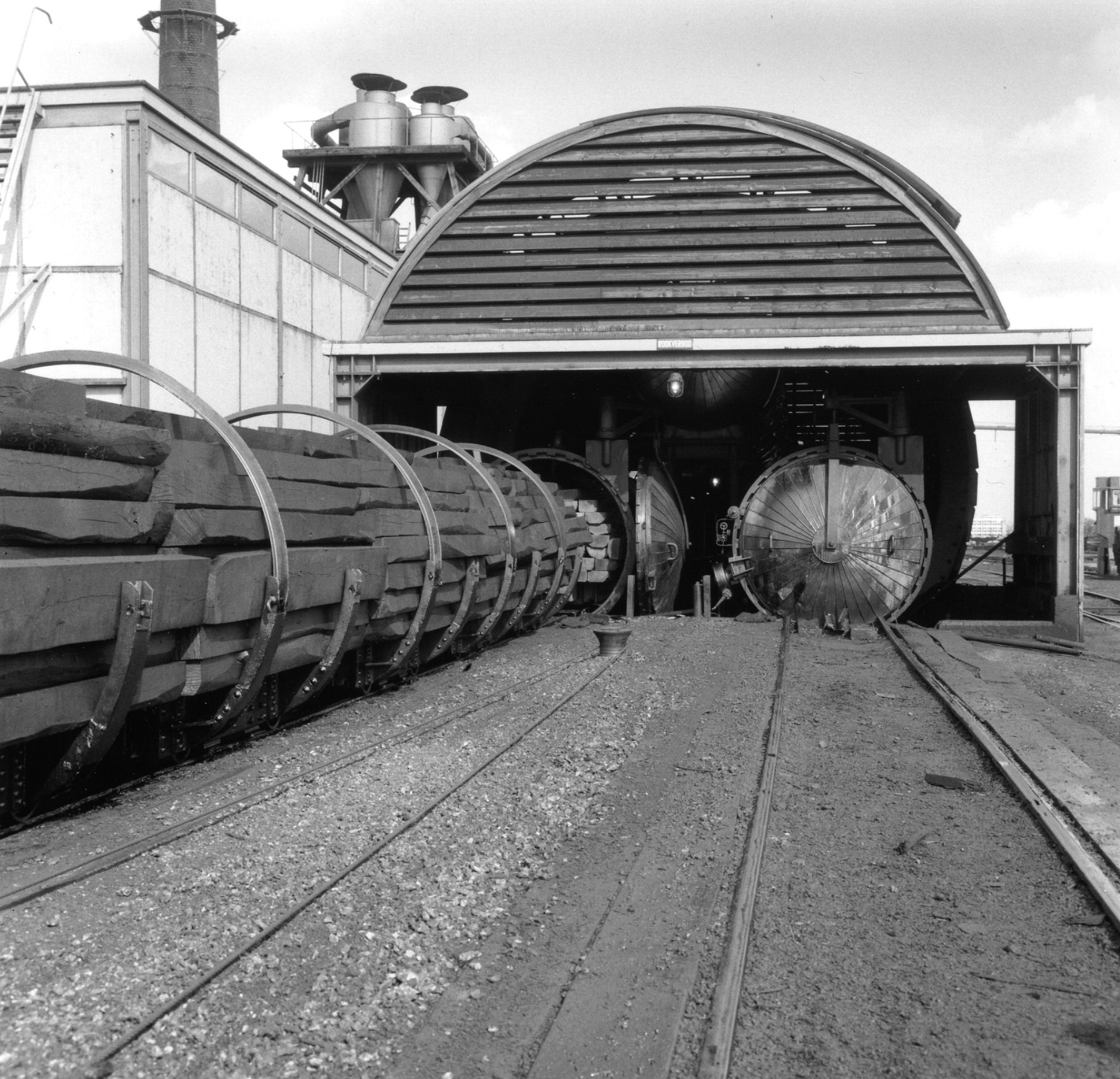
Imprägnierung im Kesseldruckverfahren
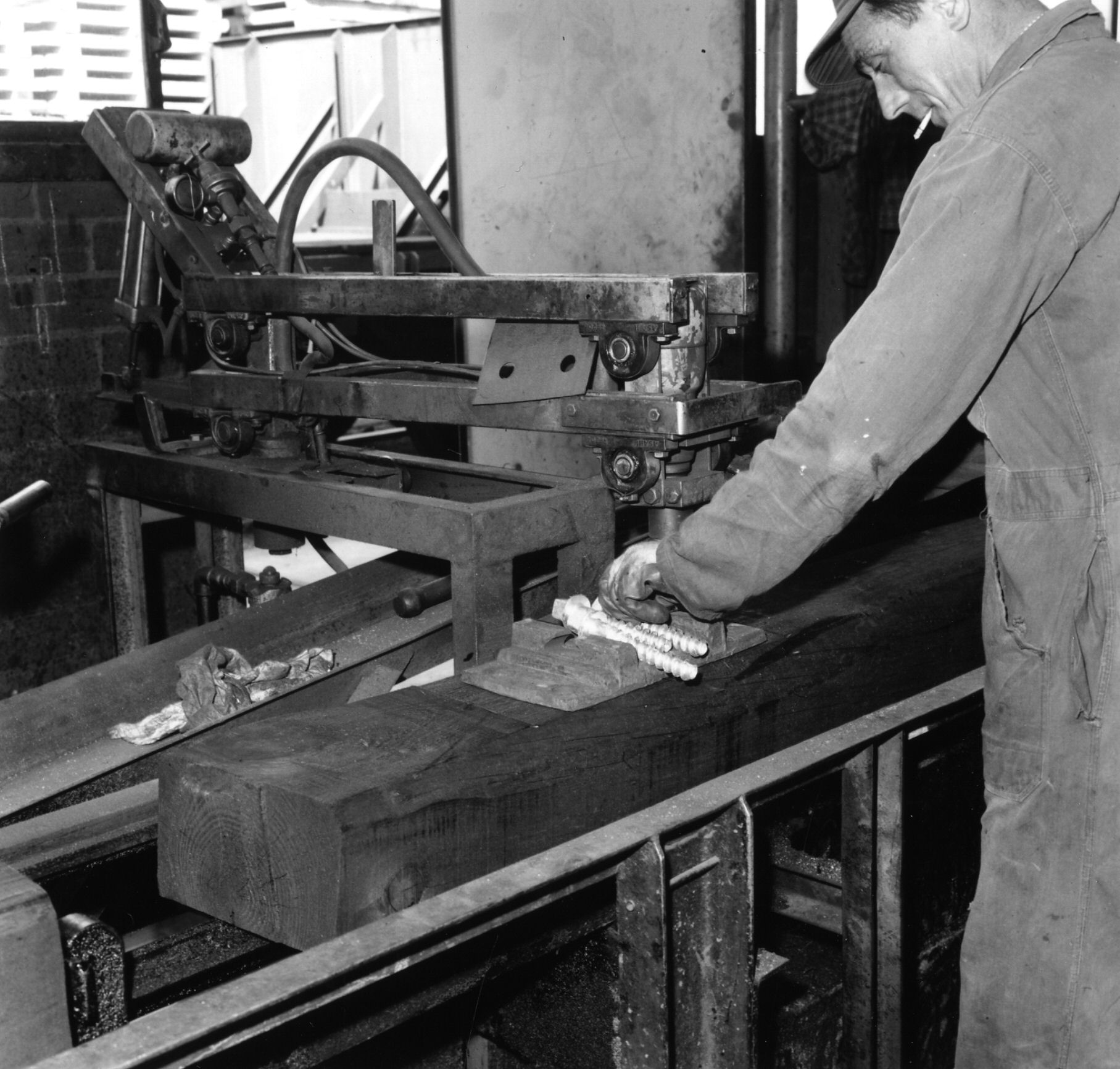
Aufplatten einer Holzschwelle

#### Abmessungen und Form
Die Holzschwellen haben einen rechteckigen Querschnitt und sind an der Oberseite gefast oder abgerundet. Die Abmessungen von Holzschwellen sind in verschiedene Gruppen eingeteilt. Je Gruppe beträgt die Breite zwischen 20,0 und 30,5 cm und die Höhe zwischen 12,5 und 16,0 cm. Bei der Deutschen Bahn werden üblicherweise Holzschwellen mit dem Querschnittsmaß 26 cm Breite × 16 cm Höhe verwendet. Holzschwellen für Regelspur haben üblicherweise eine Länge von 2,4 bis 2,7 m, wobei die Regellänge der Deutschen Bahn 2,6 m beträgt.

#### Schienenbefestigung

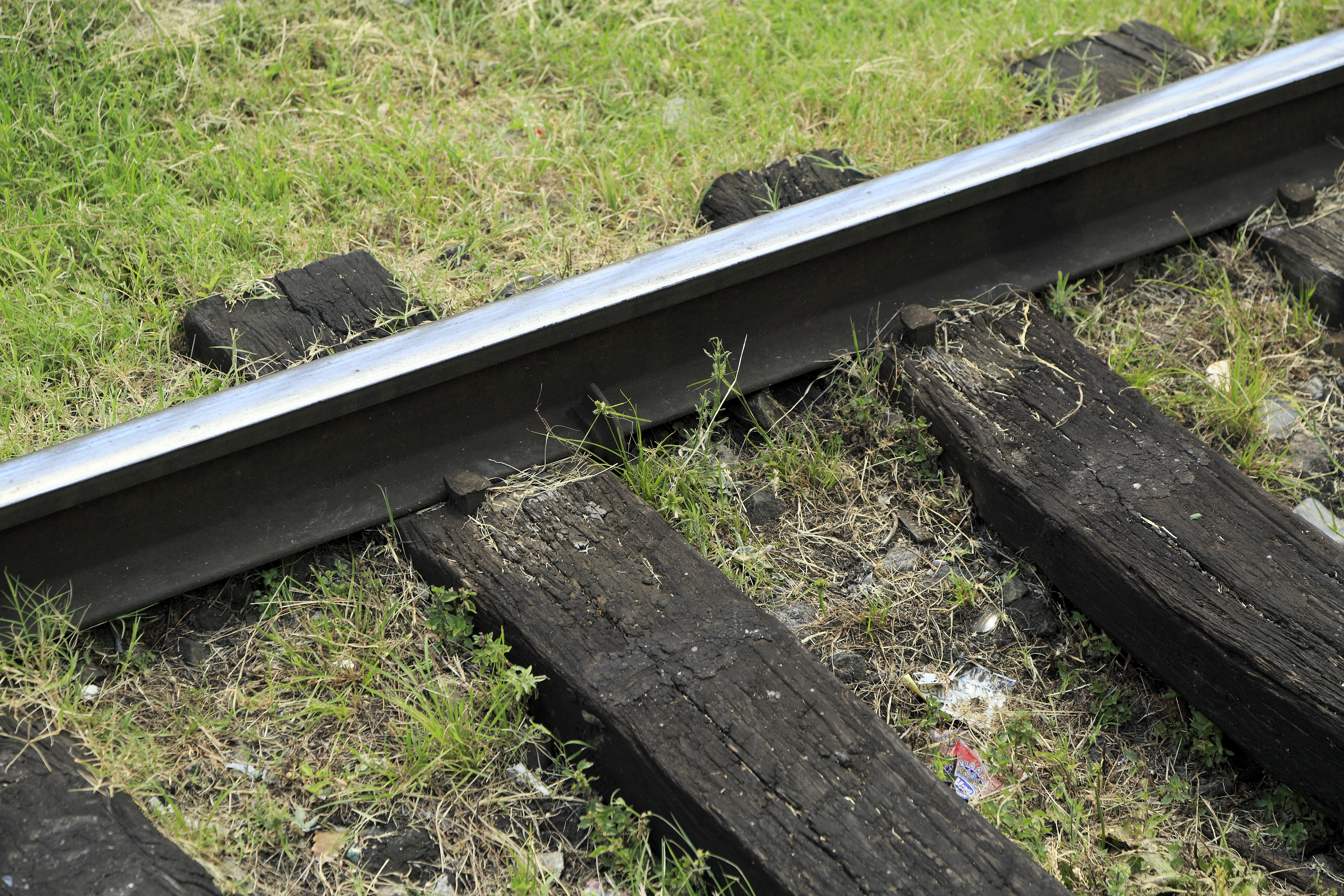
Genagelter Oberbau

Zur Befestigung der Schienen werden verschiedene Schienenbefestigungsmittel verwendet, auf Holzschwellen solche ohne oder mit Unterlagsplatte. Zu Ersteren zählen die Schienennägel und die Doppelspannnägel (sogenannter Federnagel) und die unmittelbare Befestigung mit Schwellenschrauben (Oberbau Hs), zu Letzteren Leisten- und Hakenplatten sowie die Oberbauformen K und Ks.
Heute werden im deutschsprachigen Raum nahezu ausschließlich die Oberbauformen K und Ks verwendet. Offene Unterlagsplatten, Hakenplatten, Federnageloberbau und Schienenbefestigungen ohne Unterlagsplatten gibt es nur noch vereinzelt, sie werden nicht mehr neu beschafft und eingebaut. Die Schienenbefestigung mit Nägeln war jahrzehntelang in Nordamerika und Russland bzw. der UdSSR und ihren Nachfolgestaaten üblich.
An gelaschten Schienenstößen und generell an den Stößen von Reichsbahnweichen, auch bei Verschweißung, werden zwei miteinander verschraubte Holzschwellen eingebaut („Stoßschwellen“ oder „Kuppelschwellen“ genannt). Diese sollen die Stöße besser unterstützen und die Wirkung der Laschen stabilisieren. Sie lassen sich allerdings schlechter stopfen. Sollten derartige Stöße doch verschweißt werden, dann werden bei der Oberbauart K statt der durchgehenden Rippenplatten getrennte eingebaut. Trotzdem ist das Thermitschweißen auf Stoßschwellen aufwendiger und erfordert gesonderte Formen. In nur noch selten neu einzubauenden Reichsbahnweichen werden sie nur noch verwendet, um die Passung von Ersatzteilen zu gewährleisten.

#### Imprägniermittel

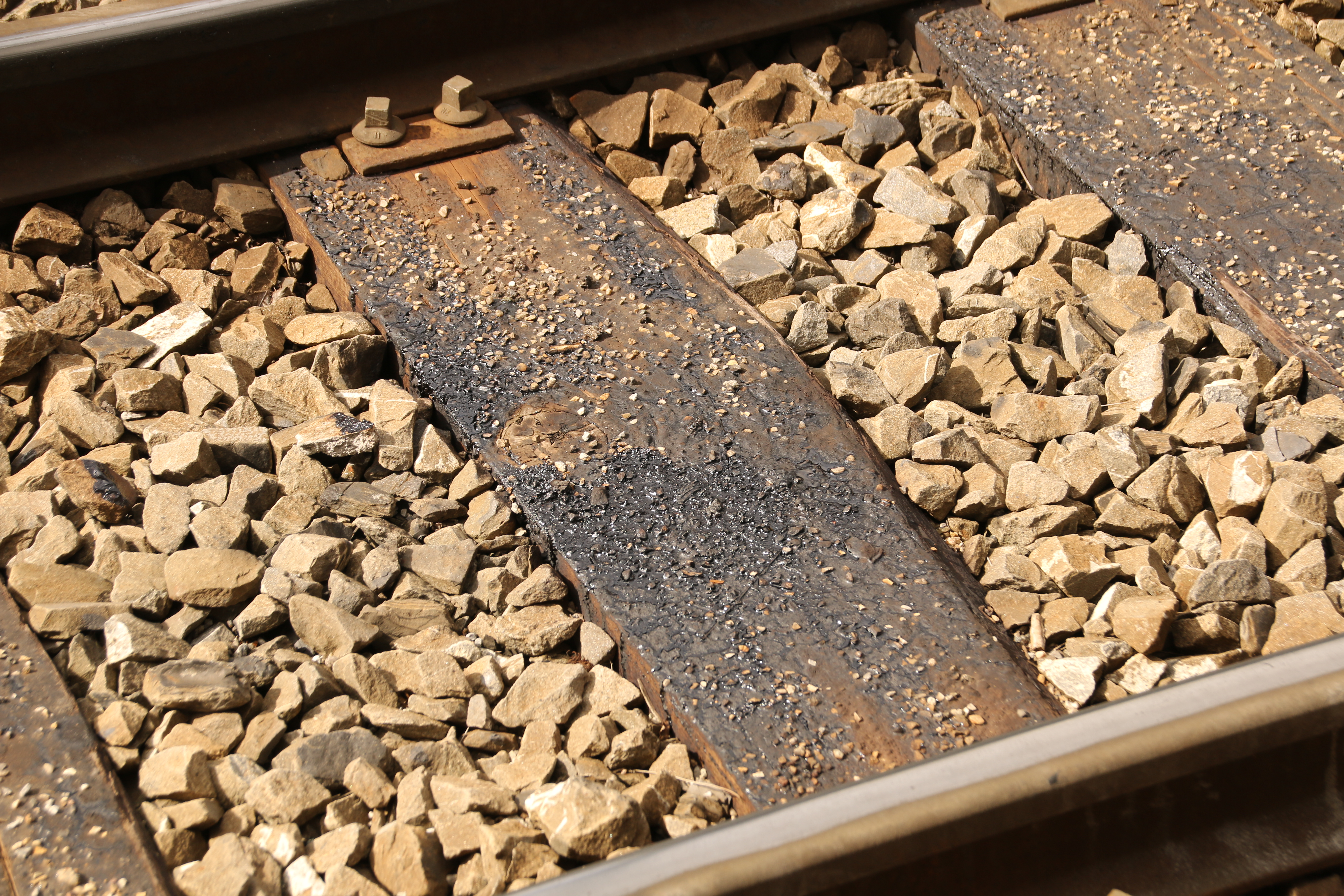
Aus einer Schwelle austretendes Imprägniermittel (Göschenen, 2018)

Holzschwellen weisen keine ausreichende natürliche Dauerhaftigkeit auf. Seit etwa 1850 wird als Imprägnieröl Kreosot (Carbolineum), ein Steinkohleteer-Destillat, verwendet, um sie gegen Pilz- und Insektenbefall widerstandsfähig zu machen. Diese Imprägnierung ist auch die Ursache für das typische dunkle Aussehen von Holzschwellen.
Zuletzt wurde ausschließlich Kreosot vom Typ C gemäß EN 13991 verwendet. Dieses enthält maximal 50 mg/kg Benzo[a]pyren.
Gemäß Durchführungsverordnung (EU) 2022/1950 der Kommission vom 14. Oktober 2022 zur Verlängerung der Genehmigung von Kreosot als Wirkstoff zur Verwendung in Biozidprodukten wurde die Verwendung von Kreosot zur Imprägnierung von Eisenbahnschwellen und Telekommunikationsmasten bis 31. Oktober 2029 weiter zugelassen.

#### Erhaltungsmaßnahmen
Um die Dauerhaftigkeit und die Funktionsfähigkeit der Holzschwellen zu gewährleisten, werden Erhaltungsmaßnahmen durchgeführt. Dazu werden die Schwellen aufgearbeitet. Mulden oder Sprünge, in denen Wasser stehen bleibt und die Faulung fördert, werden aufgebohrt oder angeschnitten, sodass sie trocknen können. Verschlissene Bohrungen, in denen die Schwellenschrauben keinen Halt mehr finden, lassen sich mit Spiraldübeln stabilisieren. Nicht mehr benötigte Bohrungen werden mit Holzpflöcken verschlossen.

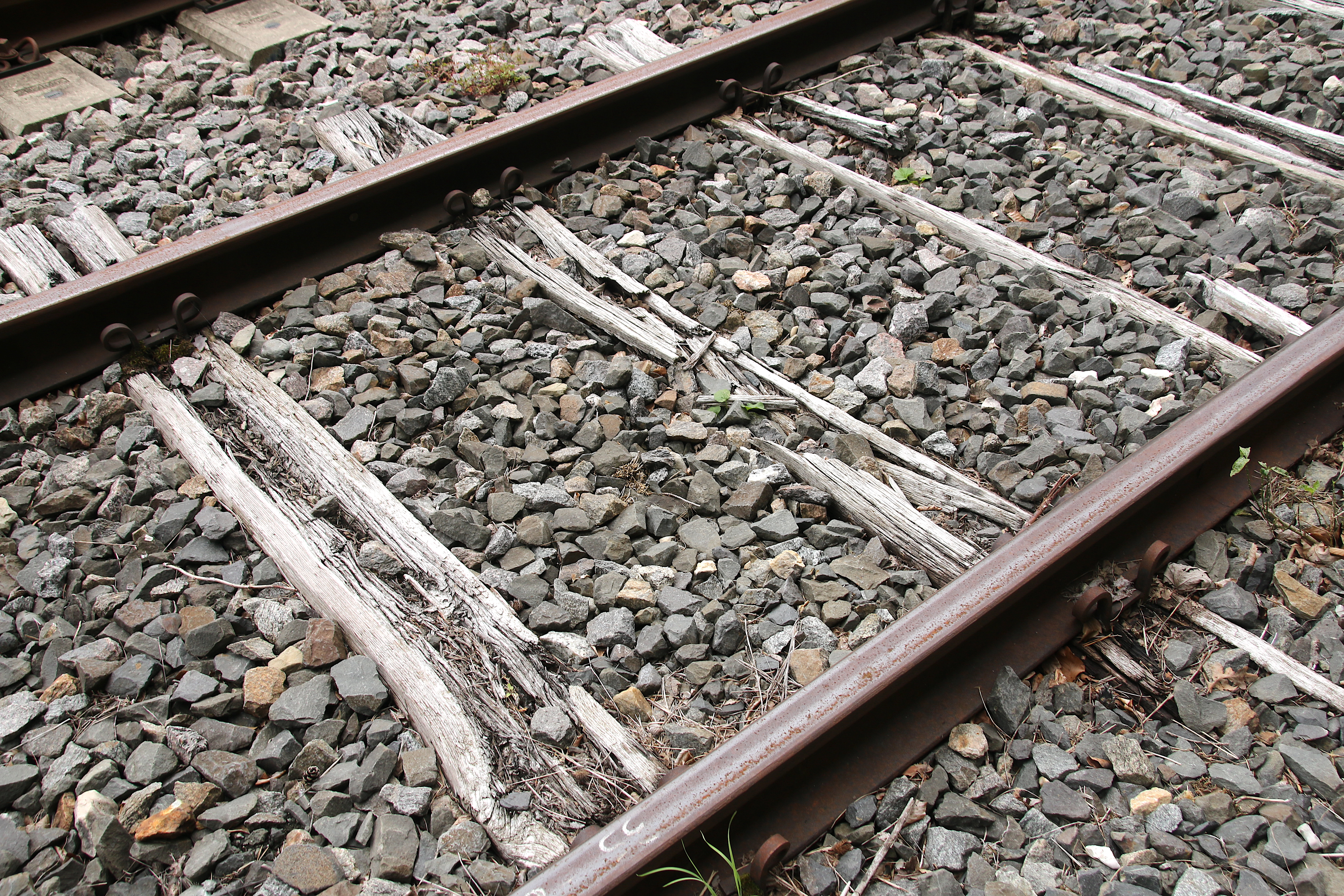
Zerfallene Holzschwellen bei Fridingen
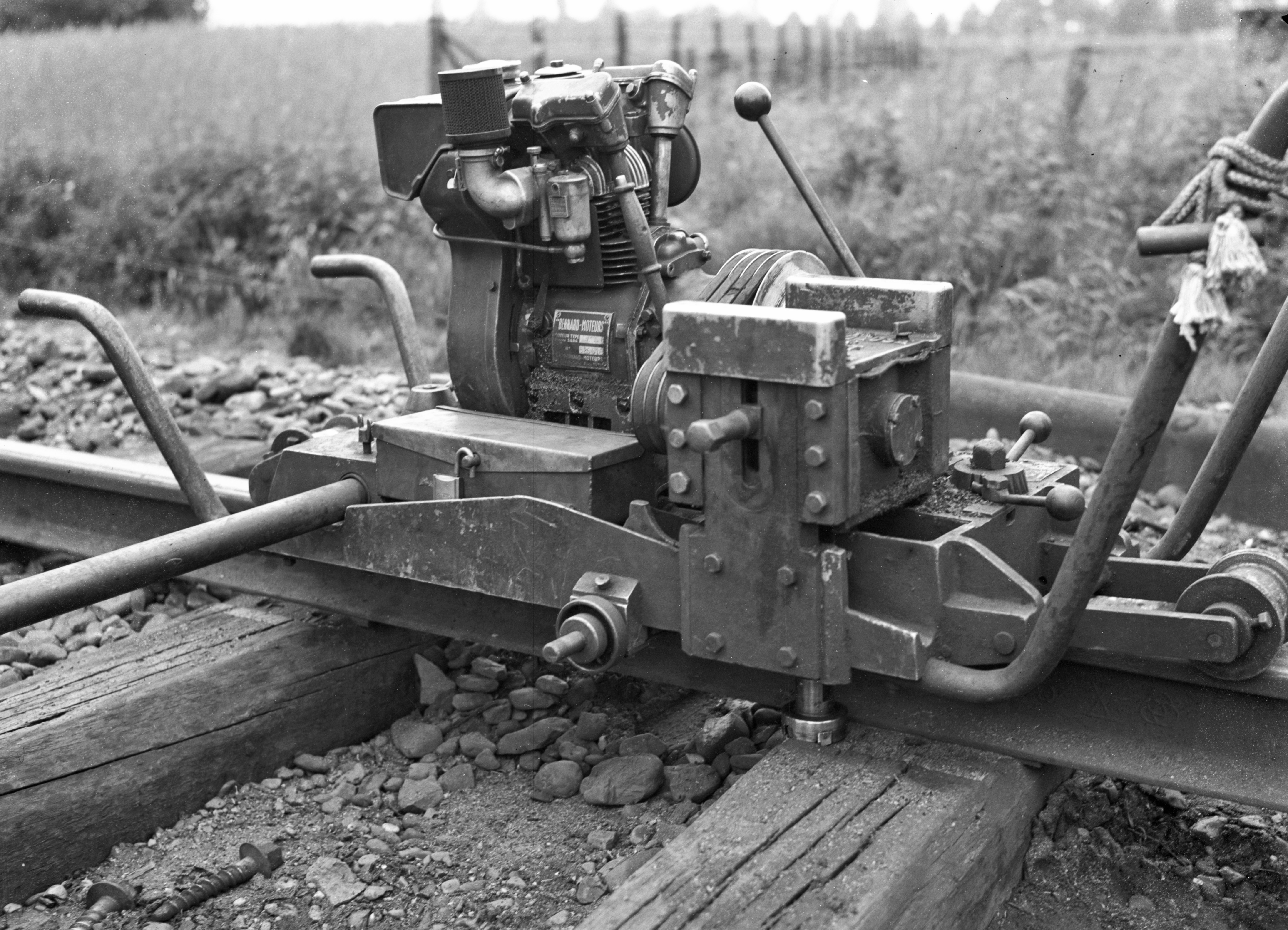
Fräsmaschine zur Nachbearbeitung des Plattenauflagers
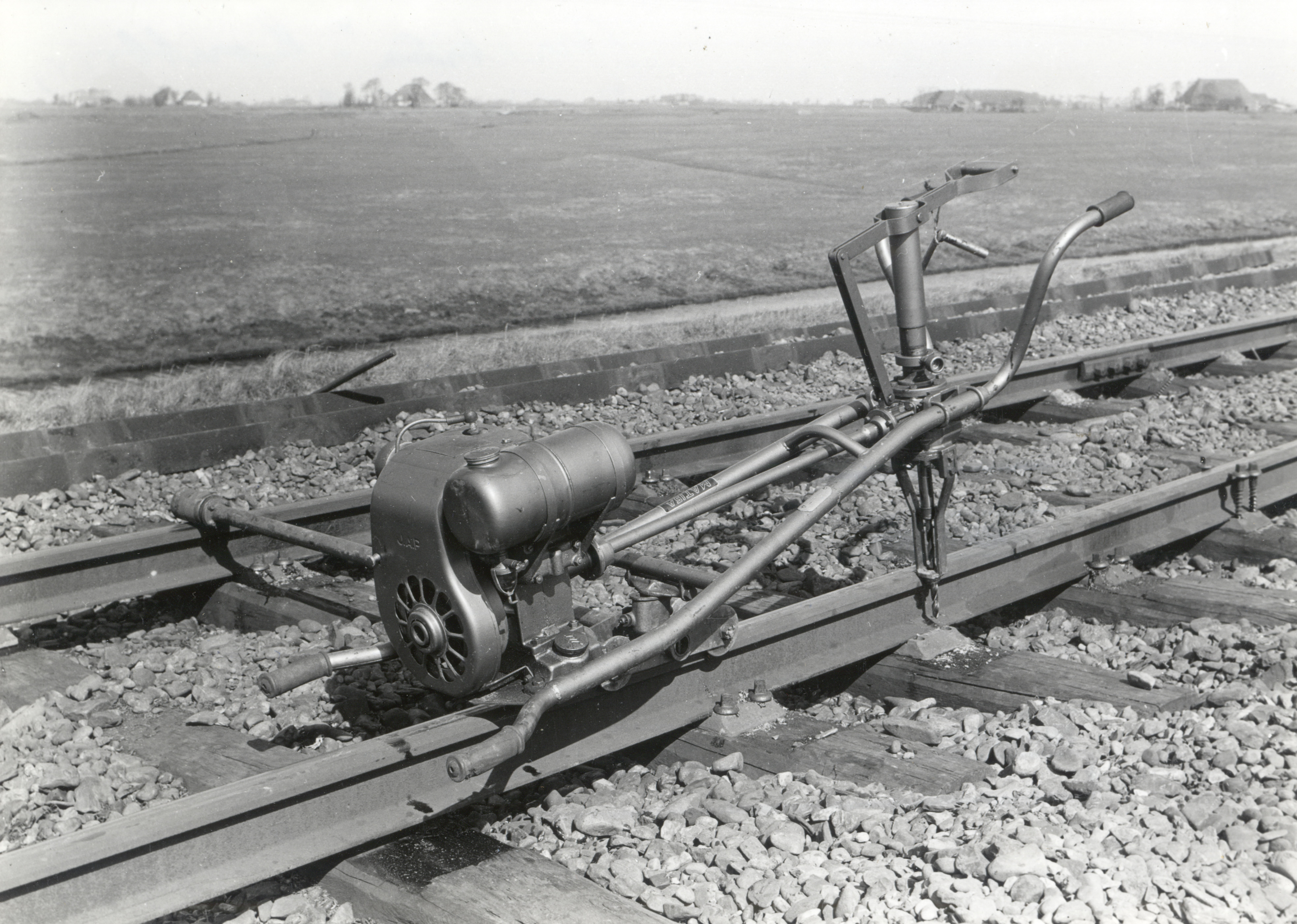
Bohrmaschine zum Nachbohren der Schienenbefestigungsschrauben

#### Verwendungsbeschränkungen und Entsorgung

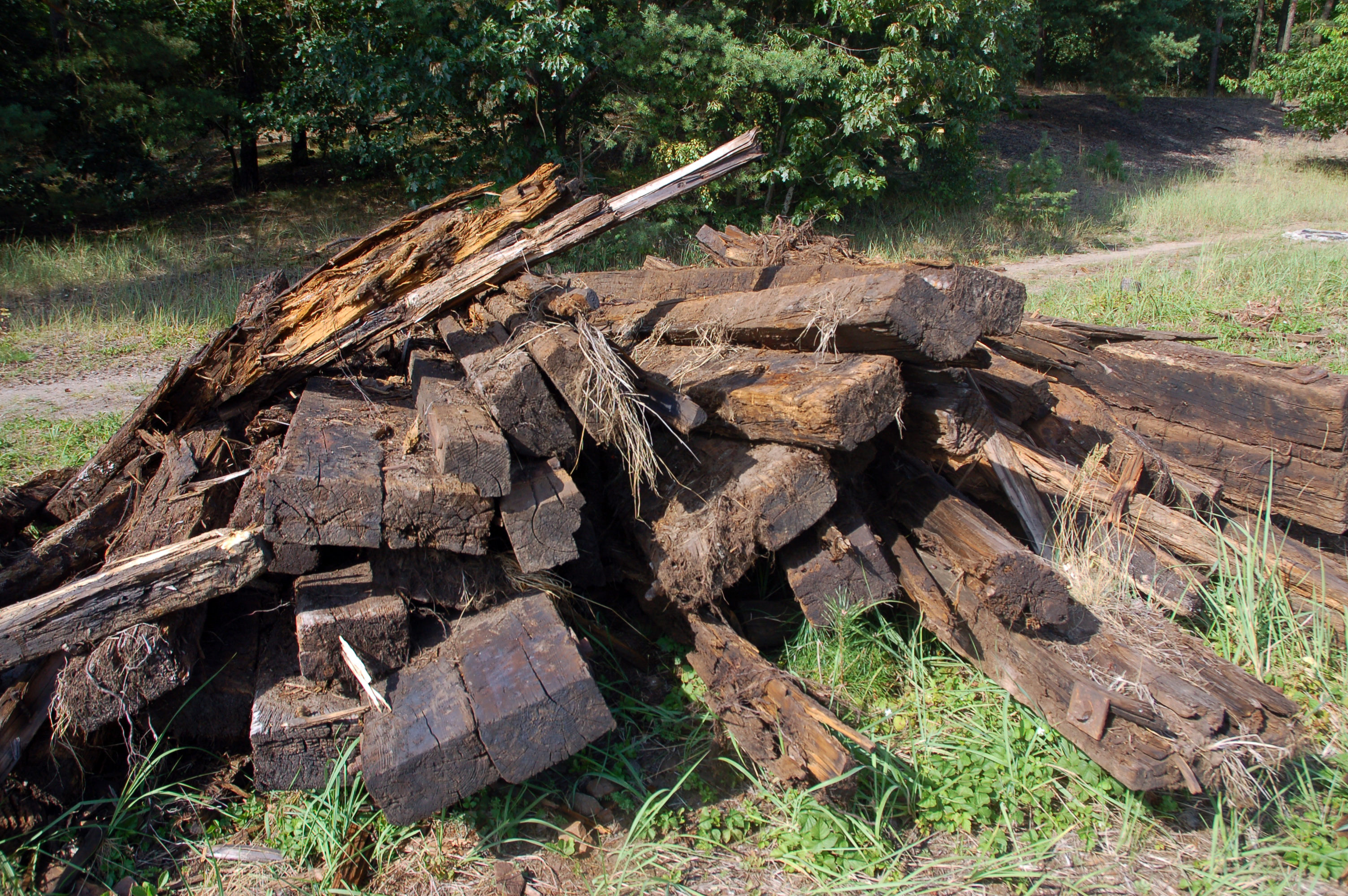
Mit Carbolineum getränkte Schwellen nach mehr als 30–40 Jahren

Das Imprägniermittel und die durch Verdampfung daraus entstehenden gasförmigen Kohlenwasserstoffe sind ebenso wie Kupfer-, Chrom- und Arsenverbindungen gesundheits- und umweltgefährdende Stoffe. Diese Stoffe und damit imprägnierte Holzschwellen unterliegen in Deutschland seit 1991 Verwendungsbeschränkungen, die bis 2002 in der Teerölverordnung und seit 2002 in der Chemikalien-Verbotsverordnung festgelegt sind.
Die Beschränkungen für carbolineumimprägnierte Holzschwellen sind im § 1 und im Abschnitt 17 des Anhangs der Chemikalien-Verbotsverordnung festgelegt. Zum Beispiel dürfen solche Schwellen nicht in Innenräumen, in Gärten, in der Landwirtschaft oder an Orten verwendet werden, an denen häufiger Hautkontakt mit dem imprägnierten Holz stattfinden kann. Dasselbe gilt für Möbel, Spielzeug, auf Spielplätzen oder an Orten, an denen die Schwellen mit Nahrungsmitteln, Nutztieren oder Nutzpflanzen in Berührung kommen.
Früher fanden preisgünstig erworbene gebrauchte Holzschwellen häufig im gewerblichen Landschaftsbau und durch Privatpersonen (etwa in Kleingärten) als Stützmauern, freistehende Sichtschutzwände, Sitzgelegenheiten und Ähnliches Verwendung. Da es noch kein ausreichendes Bewusstsein für die Giftigkeit der verwendeten Holzschutzmittel gab, wurden sie sogar auf Kinderspielplätzen verwendet, allenfalls der klebrige Teer und der starke Geruch wurden als unangenehm erachtet. Während sie aus öffentlichen Grünanlagen meist wieder entfernt wurden, finden sich wiederverwendete Bahnschwellen mitunter noch in privaten Gärten, vor allem von Einfamilienhäusern aus den 1970er und 1980er Jahren. Auch als preiswertes Heizmaterial wurden sie jahrzehntelang verwendet.
Für mit Kupfer-Chrom-Arsen imprägnierte Holzschwellen sind Verwendungsbeschränkungen im Abschnitt 10 des Anhangs der Chemikalien-Verbotsverordnung festgelegt. Diese verbieten unter anderem eine Verwendung in Wohngebäuden, in Meeresgewässern, in der Landwirtschaft sowie an Orten, an denen die Gefahr häufigen Hautkontakts oder des Kontakts mit Lebensmitteln besteht.
Holzschwellen stellen neben den Imprägniermitteln auch aufgrund von Rückständen aus dem Bahnbetrieb eine Gefahr für Gesundheit und Umwelt dar. Dazu zählen unter anderem Achsöl (aus Achsgleitlagern, Spurkranzschmieranlagen und sonstigen geschmierten Teilen von Schienenfahrzeugen), an der öligen Oberfläche locker gebundener Staub aus teilweise asbesthaltigem Bremsabrieb, Ruß aus Abgasen sowie bei der Unkrautbekämpfung in den Gleisbereich eingebrachte Pflanzenschutzmittel. Schwellen aus Regionen mit Bergbau und Metallverhüttung können durch den Gütertransport bedingte Anhaftungen von Bergbauprodukten oder Metallen haben, mit ihren entsprechenden Umweltauswirkungen.
Holzschwellen müssen als gefährlicher Sondermüll betrachtet werden und werden daher in Müllverbrennungsanlagen mit entsprechenden Rauchgasfiltern entsorgt. Gut erhaltene gebrauchte Schwellen können aufgearbeitet und wieder eingebaut werden.

### Stahlschwelle
Vor dem Aufkommen der Spannbetonschwellen wurden auch Stahlschwellen verwendet. Sie sind mit einer Liegedauer von etwa 70–100 Jahren deutlich langlebiger als Holzschwellen. Erste Formen von Stahlschwellen wurden nach ihren Erfindern benannt, u. a. die Carnegie-Stahlschwelle, Crenier-Stahlschwelle und Vautherin-Stahlschwelle.
Als Hauptformen wurden Stahlschwellen in Trog-, I- (Doppel-T-Träger) und Hohl-Form entwickelt. Weil sich gerade Schwellen in I-Form aufgrund des geringen Querverschiebewiderstands nicht durchsetzen konnten, wurde in den 1980er Jahren die geschwungene Y-Schwelle entwickelt. Hohlschwellen (auch Hohlkastenschwellen genannt) konnten sich ebenfalls aufgrund des geringen Querverschiebewiderstands nicht allgemein durchsetzen, sie werden jedoch seit den 1990er Jahren als Verschlussfachschwelle in Weichen verwendet.

#### Trogschwelle

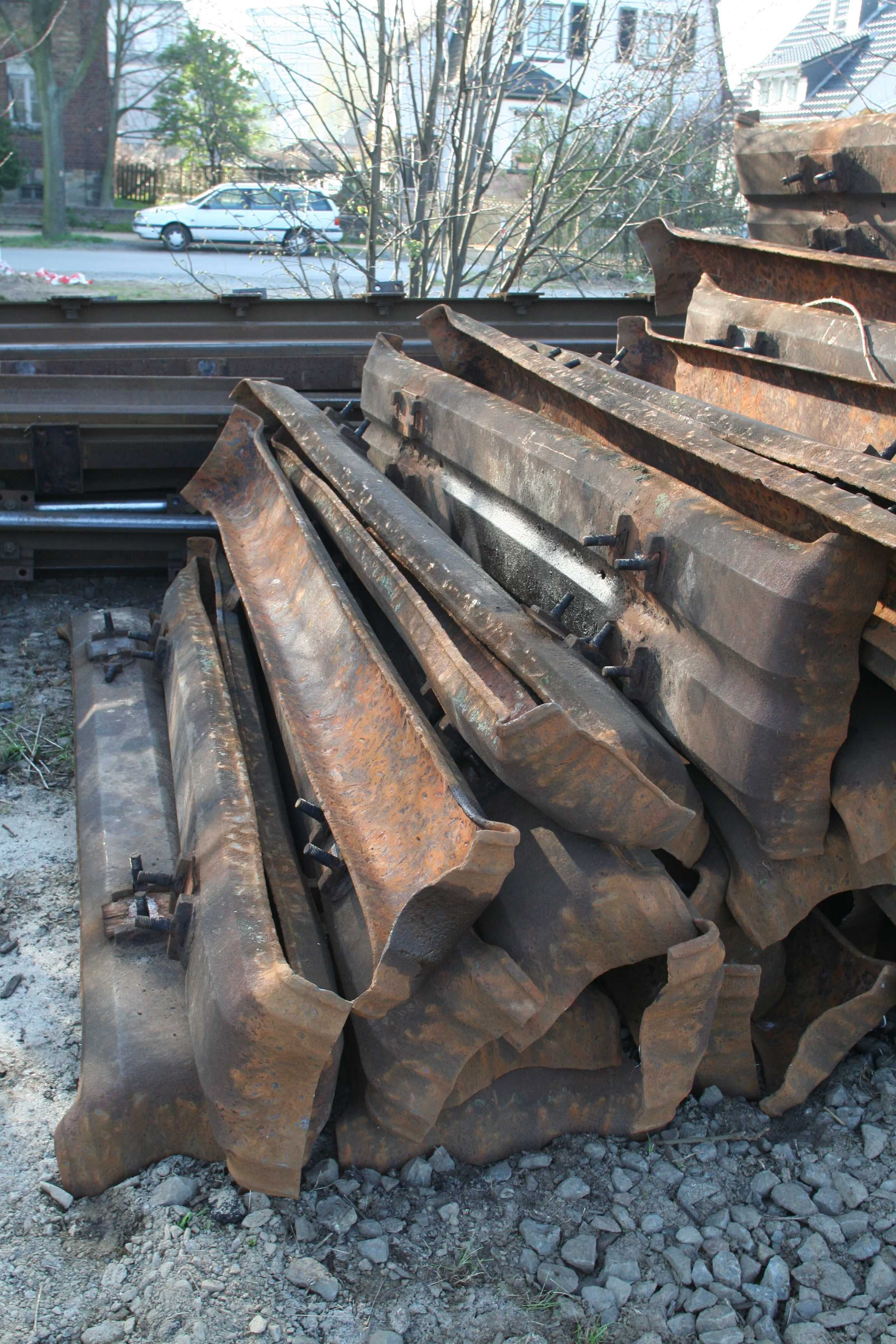
Stapel alter Trogstahlschwellen in Deutschland

Trogschwellen haben eine hohle, nach unten offene Trogform, die im eingebauten Zustand mit Schotter gefüllt ist. Trogschwellen werden aus speziellen Walzprofilen aus unlegierten Baustählen hergestellt. Heute werden die Stahlschwellenprofile SW 82 und UIC 28 mit einem Metergewicht zwischen 24 und 28 kg/m verwendet. Die Unterkanten der Stahlschwellenprofile sind wulstartig verstärkt, um den Stopfpickeln einen erhöhten Widerstand zu bieten. Zur Erhöhung des Querverschiebewiderstandes sind die Schwellenenden nach unten gebogen, die sogenannten Sicherungskappen. Stahlschwellen haben eine Länge von 2,4 bis 2,6 m.
Durch den Trog bieten sie trotz ihrer geringeren Masse eine gute Gleislagestabilität und weisen eine sehr geringe Bauhöhe auf. Es gab und gibt unterschiedliche, auf die Stahlschwellen angepasste Schienenbefestigungen, doch hat sich zumindest im deutschsprachigen Raum seit den 1930er Jahren auch hier die Oberbauart K und zuletzt Ks mit auf die Trogschwellen aufgeschweißten Rippenplatten durchgesetzt. Für Spurerweiterungen in Gleisbögen werden die Rippenplatten in einem entsprechend größeren Abstand eingeschweißt. Bei Entgleisungen neigen Stahlschwellen zu Verbiegungen und in der Folge zu Spurverengungen. Ein weiterer Nachteil ist die nur mangelhafte Isolierfähigkeit. Der Einsatz von Gleisstromkreisen ist genauso erschwert wie die Möglichkeit, den Triebrückstrom im Gleis zu halten. Letzteres ist bei Gleichstrombahnen notwendig, um unerwünschte elektrochemische Korrosion in Gleisnähe zu vermeiden. Stahlschwellen sind gegen Chemieabgase und Salzwasser empfindlich.
Die herkömmliche, trogförmige Stahlschwellenbauart wird heute nur noch in Sonderfällen eingesetzt, da ihr Einbau insbesondere mit Schnellumbaumaschinen Schwierigkeiten bereitet. Zusätzlich ist das mechanisierte Stopfen erschwert, da die Tröge von unten mit Schotter gefüllt werden müssen. Vor der Mechanisierung wurde das Füllformverfahren angewendet, bei dem auf seitliche Lehrschienen aufgelagerte Füllformen (Rahmen mit Abmessungen wie die danach auszulegenden Schwellen) mit Schotter gefüllt und verdichtet wurden. Danach wurden die Füllformen abgenommen, die Schwellen aufgelegt, der Gleisrost komplettiert und die Schwellenfächer mit Schotter verfüllt. Damit verlegte Gleise sind sehr lagestabil, doch sind der personelle Aufwand und der geringe Arbeitsfortschritt nicht mehr vertretbar. Aufgrund ihrer geringen Bauhöhe werden sie aber beispielsweise noch auf und unter Brücken eingebaut, da damit auch bei begrenztem Raum noch eine ausreichende Bettungsstärke zu erzielen ist.

#### Y-Schwelle
Eine besondere Form der Schwelle ist die Y-Stahlschwelle, bei der paarweise geschwungen geformte Doppel-T-Stahlprofile zusammengefügt werden und so eine Y-förmige Schwelle ergeben. Im Gleis wird diese Schwelle mit jeweils einem Befestigungspunkt an der einen und zwei Befestigungspunkten an der gegenüberliegenden Schiene und in der Abfolge jeweils wechselweise um 180° gedreht in der Schotterbettung platziert. Am Übergang auf andere Schwellenformen werden besondere Endschwellen eingebaut. Diese sind auch erforderlich, wenn Drahtzugleitungen von mechanischen Stellwerken das Gleis queren.
Entwickelt wurde diese Schwellenform von Jürgen Frenzel und Günter Fasterding, woraufhin erste Betriebsversuche im Jahr 1984 im Stahlwerk Peine-Salzgitter durchgeführt wurden. 1986 folgte ein Betriebsversuch auf der Bahnstrecke Hannover–Braunschweig, im Jahr 1987 die Ausrüstung von Gleisen der OHE und eines Gleises im Linderhauser Tunnel.
Vorteile der Y-Stahlschwellen sind die geringe Bauhöhe, die hohe Gleislagestabilität auch bei engen Bogenradien, die schmale Schotterbettung (nur 2,6 m an der Schotterbettoberkante, Vorkopfschotter eingerechnet) und die weitgehende Unempfindlichkeit gegen Entgleisungsfolgen im Rangierbetrieb. Y-Stahlschwellen weisen einen hohen Querverschiebewiderstand auf und sind elastischer als Betonschwellen. Nachteilig sind die Kosten je einzelner Schwelle und ihre Abhängigkeit von den Stahlpreisen. Auch die geringe Aufstandsfläche macht ein häufiges, aufwändiges Nachregulieren des Gleiskörpers notwendig.
Mittlerweile eignen sich diese Schwellen für alle Umbautechnologien und sie erlauben die gleichen Geschwindigkeiten bei der maschinellen Durcharbeitung wie in Querschwellengleisen. Bei ihrer üblichen Verwendung werden Streckenhöchstgeschwindigkeiten bis 120 km/h zugelassen. Es sind aber auch schon wesentlich schneller befahrene Strecken mit Y-Schwellen in Betrieb gegangen. Oberbaumaschinen, insbesondere Gleisstopfmaschinen müssen allerdings auf den Versatz der Schienenauflagen eingerichtet sein.
Vielfach wird auf Strecken, die mit Y-Schwellen ausgerüstet sind, eine verstärkte Neigung zur Riffelbildung beobachtet, die zu erhöhten Schallemissionen führt. Sie werden daher nicht verwendet, wenn schalltechnische Anforderungen zur Vermeidung von Lärm zu erfüllen sind.
Aufgrund durchgerosteter Y-Stahlschwellen, die Mitte der 1990er Jahre versuchsweise auf fester Fahrbahn eingebaut wurden, musste ein 14 km langer Streckenabschnitt der Bahnstrecke Berlin–Halle zwischen Bitterfeld und Halle am 1. August 2012 gesperrt werden. Die Schäden waren entstanden, weil das Niederschlagswasser durch einen fehlerhaften Einbau des Asphalts (Wulstbildung um die Auflagefläche der Schwellen herum) nicht vollständig ablaufen und wegen der zur Schalldämmung abgedeckten Gleisroste auch nicht verdunsten konnte.

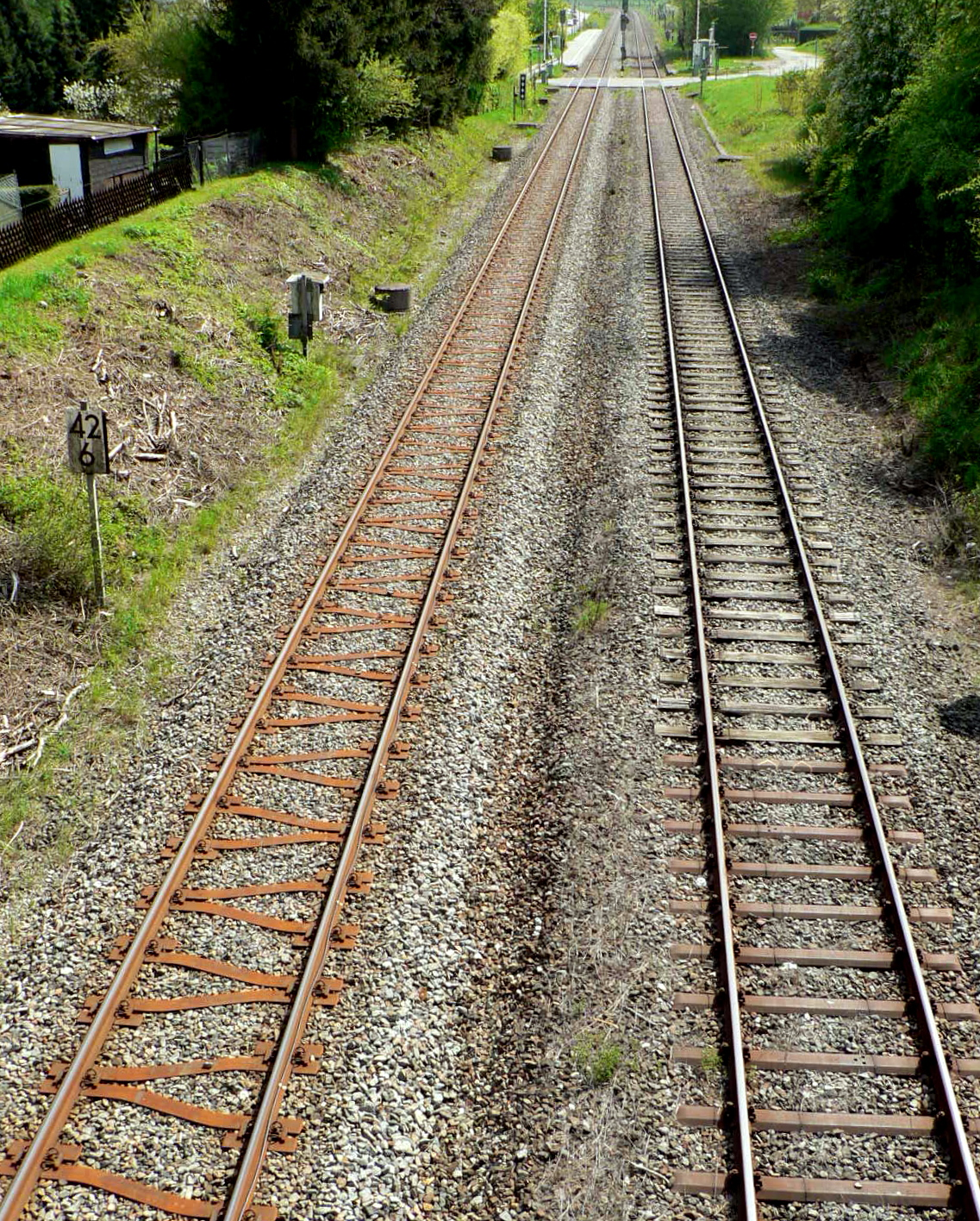
Y-Stahlschwellen, Trogstahlschwellen und Holzschwellen in Balingen
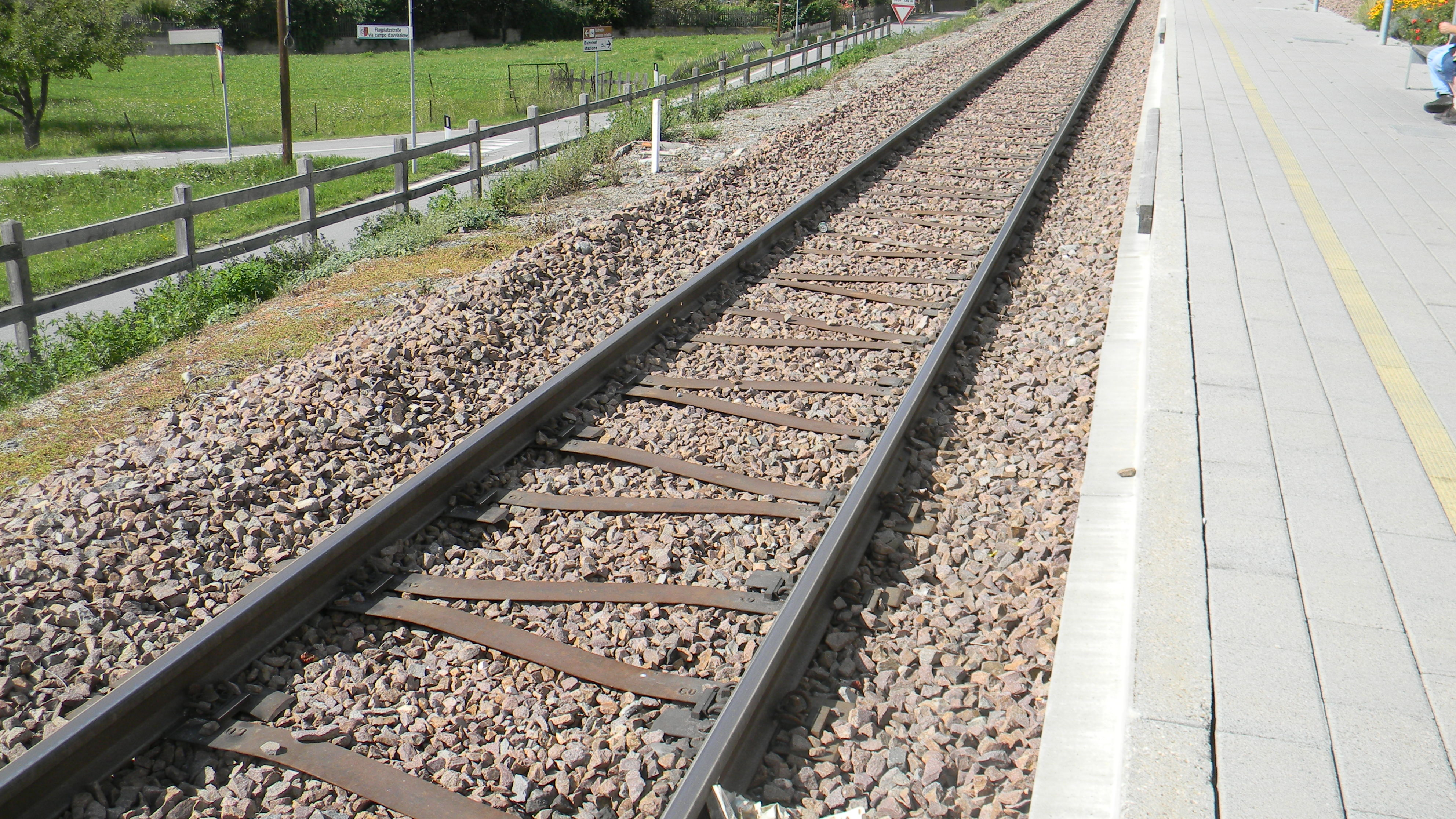
Oberbau mit Y-Stahlschwellen an einem Bahnsteig im Vinschgau in Südtirol
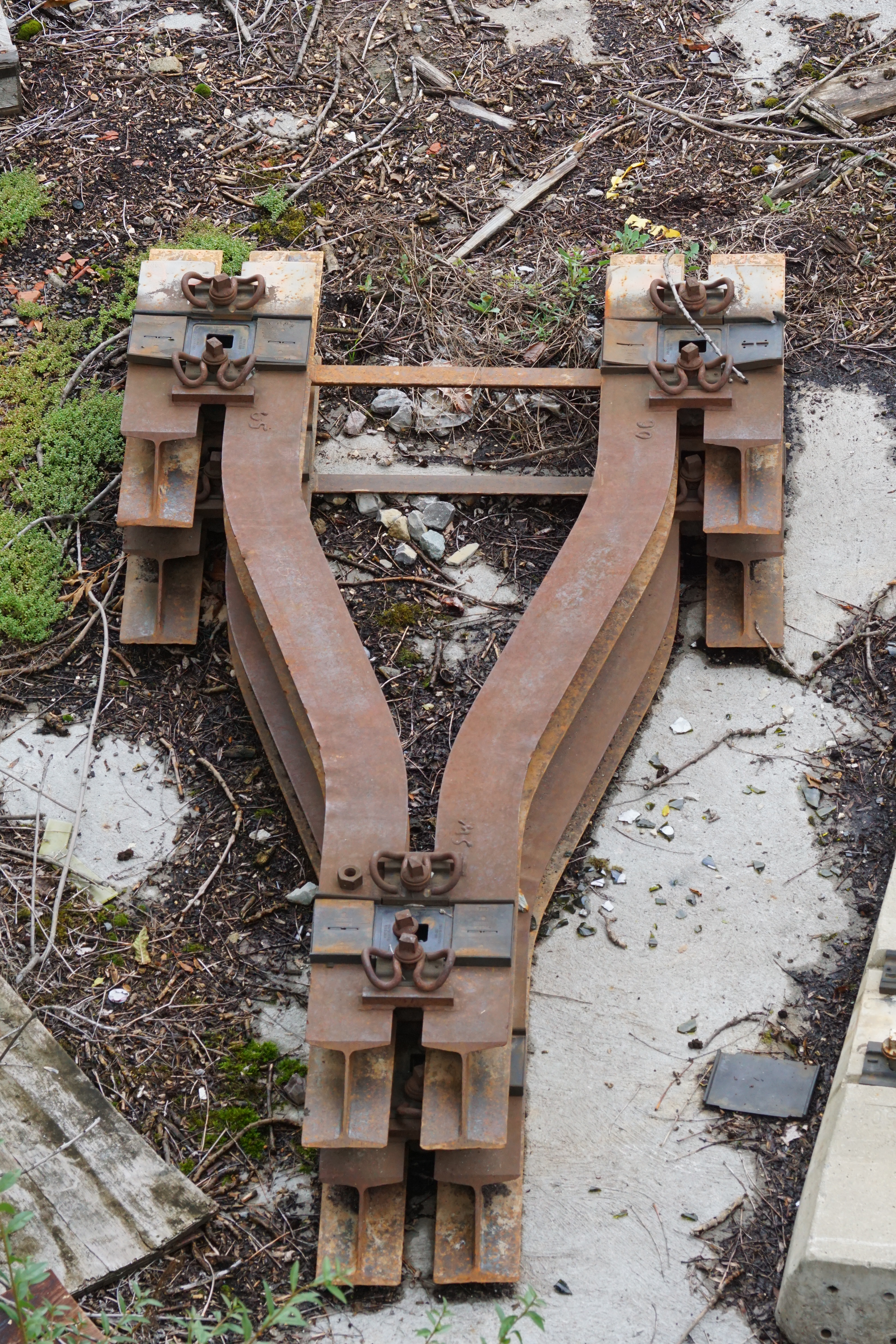
Y-Stahlschwelle

### Betonschwelle

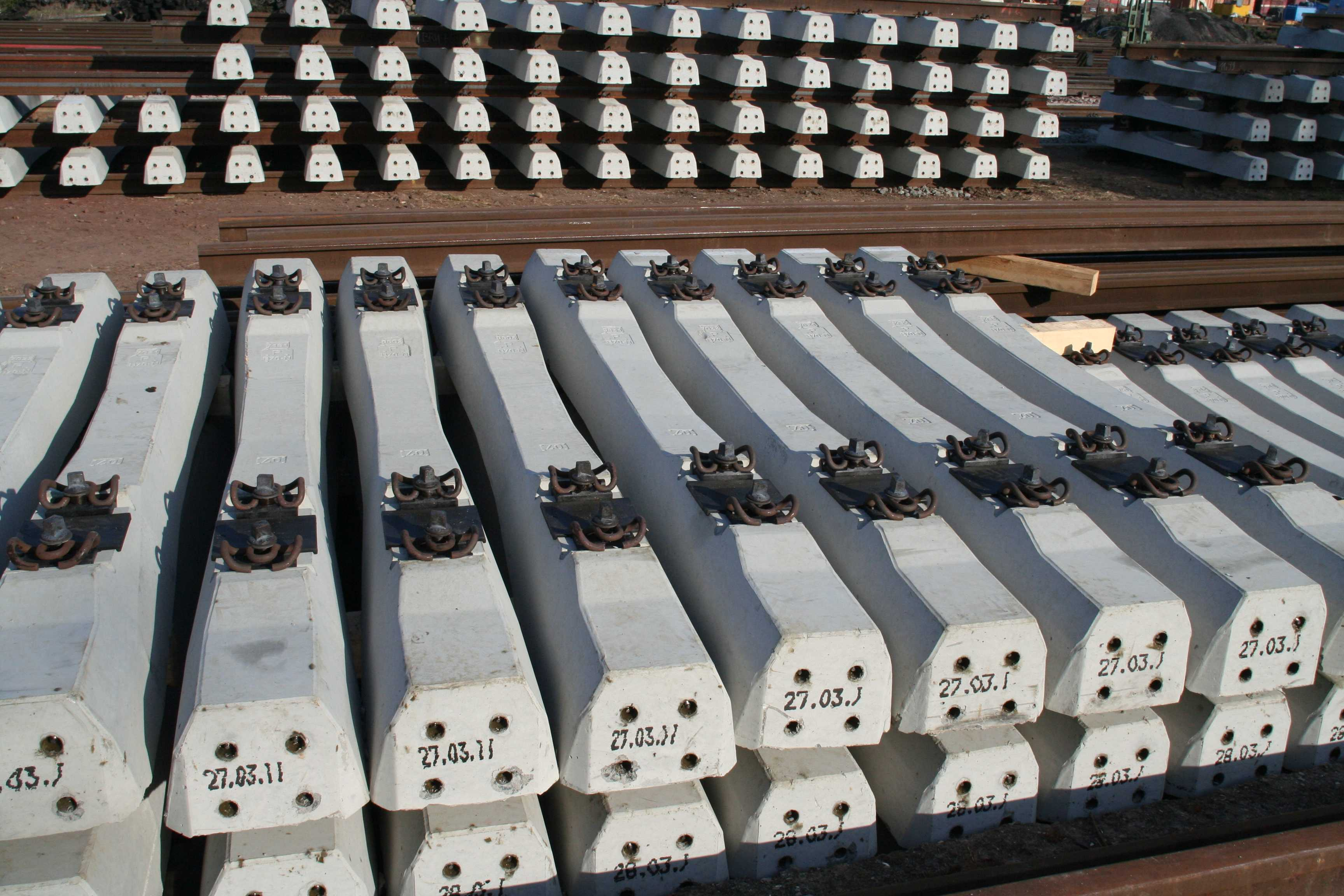
Spannbetonschwellen Typ B 70

Betonschwellen sind heute die Standardschwellen in ganz Europa.
Diese werden maschinell aus Beton gegossen, wobei im Gegensatz zu Holzschwellen die Bohrungen für die Schwellenschrauben mit Dübeln von vornherein eingegossen werden. Bei neueren Bauarten werden auf der Oberfläche auch die Schienenaufnahmen angeformt. In Spanien werden etwa seit 1990 traviesas polivalentes, also Betonschwellen mit Schienenaufnahmen nach Oberbau W für iberische Breit- und UIC-Regelspur eingebaut; damit kann man die Spurweite durch einfaches Umsetzen der Schienen und Winkelführungsplatten ändern, ohne den Gleisrost auswechseln zu müssen.

#### Einblockschwelle
Wesentliche Vorteile von Schwellen aus Spannbeton gegenüber Holz- und Stahlschwellen sind eine bessere Lagestabilität durch die größere Masse und eine lange Nutzungsdauer von 30 bis 45 Jahren, im Mittel 42 Jahre. Beim Regeloberbau für Geschwindigkeiten bis 230 km/h werden bei der Deutschen Bahn Spannbetonschwellen des Typs B 70 mit einem Schwellenabstand von 60 cm verwendet. Spannbetonschwellen vom Typ B 70 – benannt nach dem verwendeten Betontyp und dem Einführungsjahr – haben eine Länge von 2,6 m bei maximalen Querschnittsabmessungen von 30 cm × 21 cm und eine Masse von ca. 300 kg. Diese Masse der Schwellen macht den Einsatz von Maschinen für den Einbau zwingend erforderlich.
In Deutschland begann die Erprobung von Schwellen aus Beton in den 1920er Jahren. Größere Verbreitung fanden sie, nachdem der Einbau von Spannstahl („Spannbetonschwellen“) die Rissbildung verhinderte. Im Bereich der Deutschen Bundesbahn wurden sie in größerem Umfang erstmals 1949 eingebaut. Bis 1974 wurden im Netz der Deutschen Bundesbahn 25 Millionen Betonschwellen eingebaut, 2017 waren rund 78 Millionen Betonschwellen im Netz eingebaut, was zu diesem Zeitpunkt einem Anteil von 78 % entsprach. 2019 betrug der Anteil an Betonschwellen 81 %. Nachdem die Schienenbefestigungen in den ersten Jahrzehnten den bei Holzschwellen üblichen entsprachen, wurde zunächst die Schienenneigung in die Schwellen eingearbeitet, in den 1970er Jahren konnte man zu vereinfachten Bauarten wie dem Oberbau W übergehen, die unter Verzicht auf Rippen- bzw. Unterlagsplatten für den Einsatz mit Betonschwellen optimiert wurden. In vielen Ländern wurden schraubenlose Schienenbefestigungen eingeführt, weit verbreitet sind Pandrol-Spannklemmen (beispielsweise in Großbritannien, Norwegen und Schweden).

#### Zweiblockschwelle

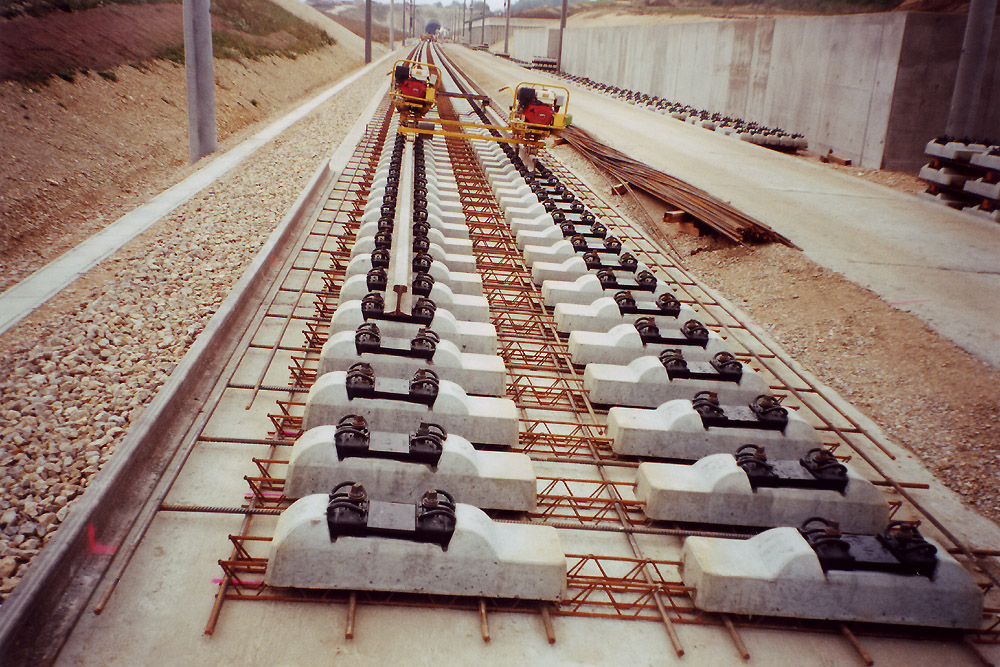
Zweiblockschwellen für feste Fahrbahn vor dem Betonieren der Fahrbahnplatte

In Frankreich und in der Schweiz (waren) sind Zweiblockschwellen weit verbreitet. Diese bestehen aus zwei Betonblöcken, die mit einem Spurhalter aus einem L- oder T-förmigen Stahlprofil miteinander verbunden sind. Durch das Auflösen der Schwelle in zwei Blöcke wird der Querverschubwiderstand vergrößert. Zweiblockschwellen werden in Deutschland zur Befestigung der Schienen bei der festen Fahrbahn verwendet, allerdings nur, um die Schienenbefestigungen mit definierter Spurweite unter Werksverhältnissen vorproduzieren zu können.

#### Schäden

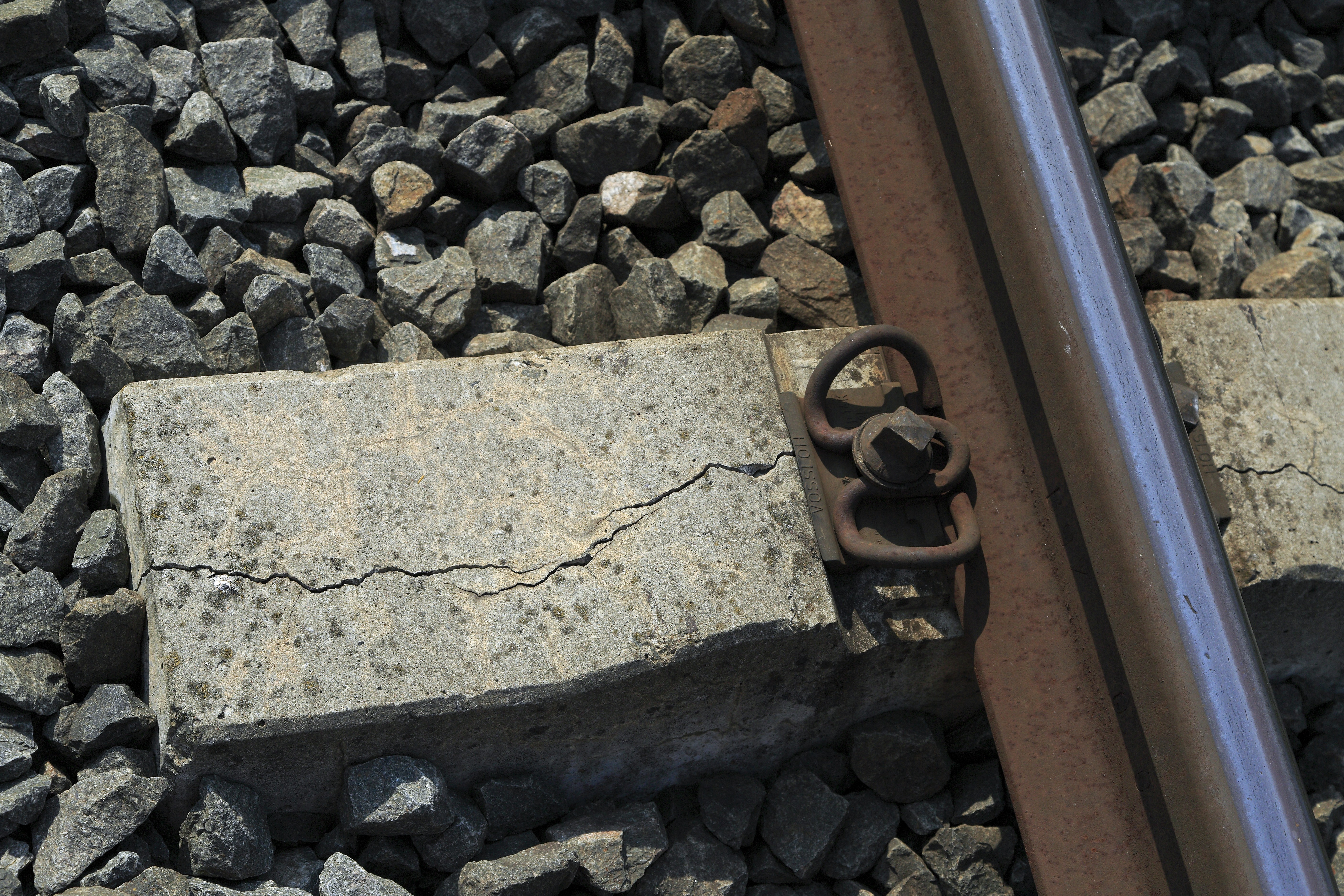
Betonschwelle mit Riss

Trotz der Langlebigkeit von Betonschwellen kommt es immer wieder zu Schadensserien, verursacht durch häufige stoffliche Schäden bei der Verwendung unzureichender Rohstoffe, Fehler im Herstellungsprozess oder beim Einbau bzw. Instandhaltung.
1973 begann die Deutsche Reichsbahn bei der Fertigung von Spannbetonschwellen Ostseekies beizumischen, wodurch der Beton sehr schnell kristallisierte und eine zunächst ungewöhnliche Festigkeit erhielt. Unter ständiger Belastung setzte sich die Kristallisation aufgrund von Alkali-Kieselsäure-Reaktionen über Jahre bis zur völligen Zerstörung des Betons fort. Betroffen waren 6700 Kilometer Eisenbahnstrecken, was vor allem auf den stark ausgelasteten Hauptbahnen enorme Auswirkungen auf den Zugbetrieb hatte. Es dauerte bis Ende der 1990er Jahre, bis alle betroffenen Strecken saniert waren.
Anfang der 2000er Jahre mussten von der Deutschen Bahn hunderttausende Betonschwellen getauscht werden, die zwischen 1992 und 1999 eingebaut wurden. Allein auf der Bahnstrecke Berlin–Hamburg mussten 260.000 Schwellen getauscht werden.
Anfang 2001 kündigte die schwedische Banverket an, 3,2 Millionen zwischen 1992 und 1996 gelieferte Betonschwellen für insgesamt mindestens 100 Millionen Mark auszutauschen. Die Schwellen verwitterten aufgrund einer zu hohen Aushärtetemperatur vorzeitig.
Nach dem Eisenbahnunfall von Burgrain kündigte im Juli 2022 die Deutsche Bahn an, 200 000 zu dieser Zeit etwa 15 Jahre alte Betonschwellen des Typs B70 zu überprüfen und ggf. austauschen zu wollen. Mit Stand 19. August 2022 gab es im DB-Netz 165 betroffene Stellen mit 137 000 auszutauschenden Schwellen. Der Schaden wird auf einen dreistelligen Millionenbetrag geschätzt. Schon Ende Juni hatte eine Ausschussdrucksache des Verkehrsausschusses des Bundestages, von der die ARD erfuhr, horizontale Brüche in Betonschwellen als mögliche Ursache für die Entgleisung des Zuges genannt. Es wird ein Herstellungsfehler angenommen; die DB prüft Schadensersatzansprüche gegen diesen Hersteller. Im November 2022 teilte die Deutsche Bahn mit, dass weitere 130 000 Schwellen anderer Hersteller überprüft werden sollen. Hintergrund dieser Maßnahme sind Erkenntnisse aus technischen Gutachten, die zeigen, dass neben Herstellungsfehlern auch eine bestimmte Gesteinsart, die zur Betonschwellenproduktion genutzt wurde, mitursächlich für die Schäden sein könnte. Im aktualisierten Zwischenbericht der Bundesstelle für Eisenbahnunfalluntersuchung vom 3. Juni 2024 wird als Ursache für die Schädigung der Schwellen ein kombinierter Ablauf einer Alkali-Kieselsäure-Reaktion (AKR) und einer sekundären Ettringitbildung (SEB) genannt. Die Schäden an den betroffenen Schwellen konnten im eingebauten Zustand augenscheinlich nicht festgestellt werden, da die inneren Schäden bei den untersuchten Spannbetonschwellen deutlich größer waren als von außen erkennbar.

### Kunststoffschwelle
Im Jahr 1961 meldeten Magazine, dass in Hamburg Belastungsproben für Kunststoffschwellen erfolgreich stattgefunden hätten, welche von einem Herrn Ostermann entwickelt worden waren. Es handelte sich um Metallschwellen ähnelnde, unten offene Hohlform-Schwellen von über zwei Meter Länge. Moderne Vollform-Kunststoffschwellen könnten eine Alternative zu Holzschwellen darstellen, da sie materialbedingt als unempfindlicher gegenüber Witterungseinflüssen, Fäulnis und Insektenbefall gelten. Des Weiteren müssen mit Teeröl imprägnierte Holzschwellen bei Umbauten ersetzt werden. Aktuelle mit Salz oder Öl hitzebehandelte Holzschwellen erreichen nicht die gleiche Lebensdauer wie mit Teeröl imprägnierte Holzschwellen. Als mögliche Alternative werden auch Kunststoffschwellen eingesetzt. Aufgrund der elastischen Eigenschaften mancher Kunststoffe sollen einige dieser Schwellen im Vergleich zu Holz erhöhte schwingungs- und schalldämpfende Eigenschaften besitzen. Kunststoffschwellen sind in der Regel Einblockschwellen, es gibt aber eine in Bi-Block Ausführung, die Durcret-Bi-Block-Schwelle.
Im Gegensatz zu Holzschwellen geben Kunststoffschwellen keine Schadstoffe an die Umwelt ab. Während die imprägnierten Holzschwellen nach Ende ihrer Liegedauer laut Gesetz als Sonderabfall zu behandeln sind, können Kunststoffschwellen wiederverwertet werden.

#### Glasfaserverstärkte Kunststoffrezyklatschwelle
Glasfaserverstärkte Kunststoffrezyklatschwellen werden aus recycelten Kunststoffgranulaten hergestellt.

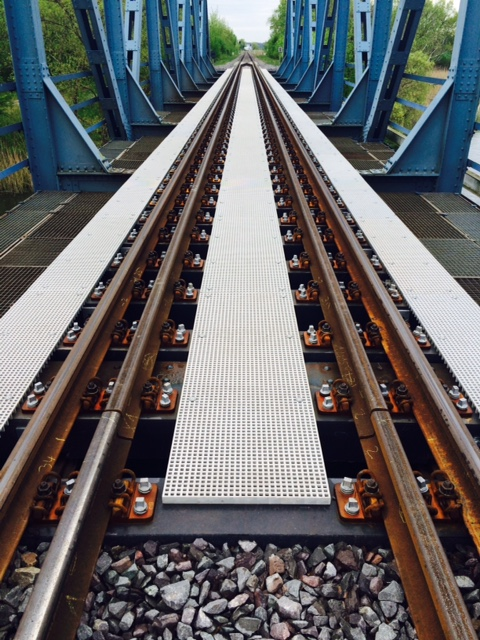
Kunststoffbrückenbalken auf der Eisenbahnbrücke Pritzerbe
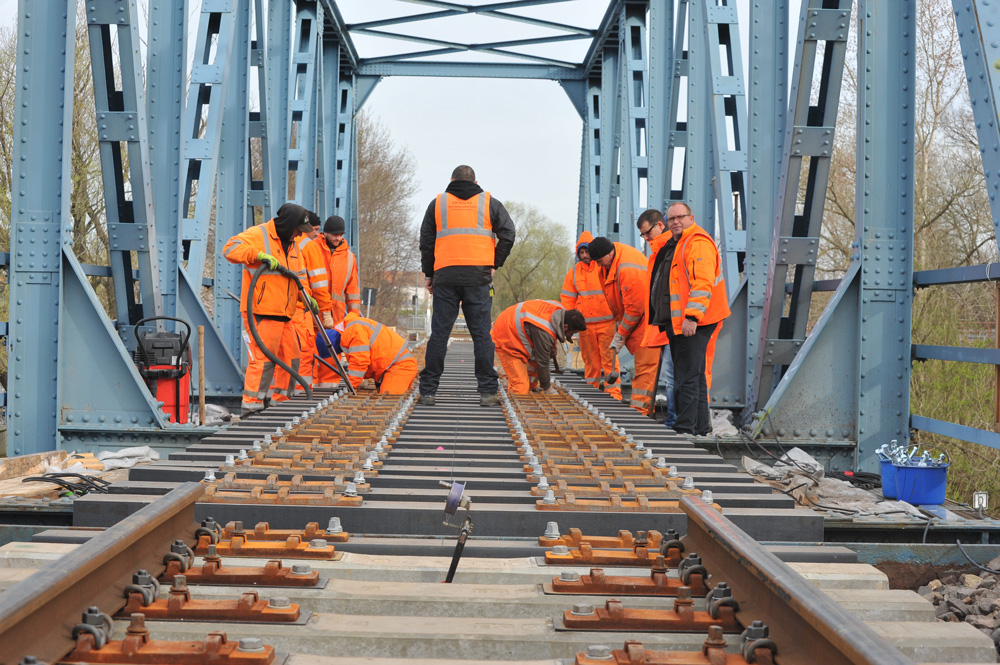
Kunststoffbrückenbalken (Pritzerbe)
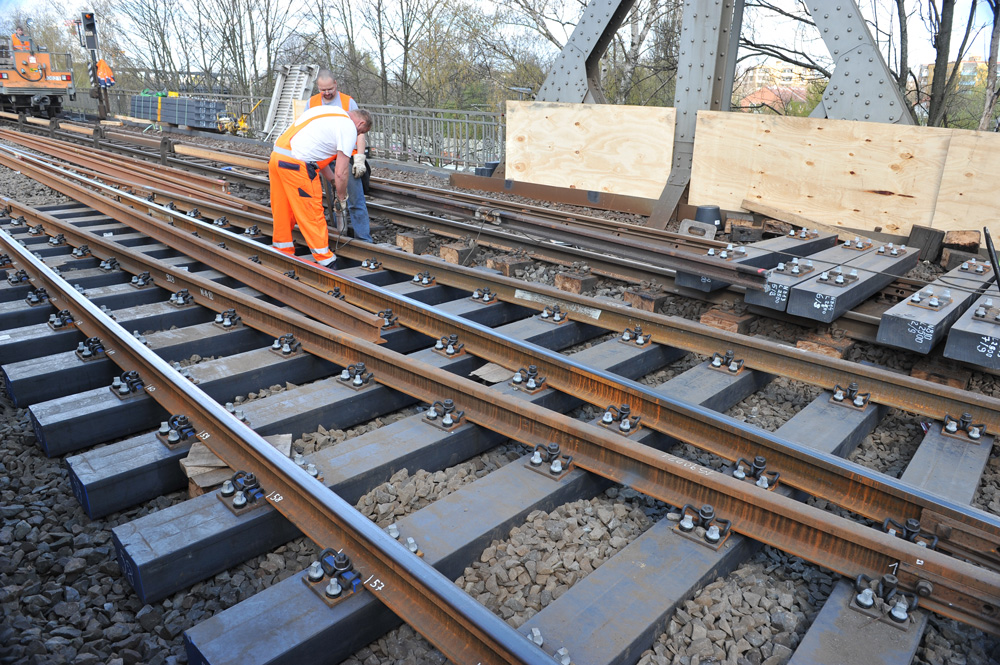
Kunststoffweichenschwellen, Hamburger Hochbahn

#### Langglasfaserverstärkte Polyurethanschwelle
Die japanischen Eisenbahnen (JNR) stellten in den 1970er Jahren fest, dass mehr als 70 % der von ihnen verwendeten Holzschwellen aufgrund von Verwitterung eine sehr kurze Nutzungsdauer hatten. Sie suchten ein Unternehmen, das Kunststoffschwellen mit ähnlichen Eigenschaften wie Holzschwellen entwickeln sollte. Im Jahr 1978 wurde FFU-Kunstholz in Zusammenarbeit der japanischen Eisenbahnen mit dem Unternehmen SEKISUI entwickelt. Im Jahr 1980 fanden die ersten Feldversuche an einem Brücken- und einem Tunnelprojekt statt. RTRI (Railway Technical Research Institute) testete 1985 diese Schwellen und JNR setzte aufgrund der Untersuchungsergebnisse FFU-Kunstholzschwellen ein als Standardschwellen im Bereich von Brücken, Weichen und bei Sonderprojekten in jeder Art von Oberbau. Im Jahr 2011 wurden wiederum Schwellen des Feldversuches aus dem Jahr 1980 vom RTRI ausgebaut und getestet. Als Ergebnis informierte RTRI die japanischen Eisenbahnunternehmen, dass diese Schwellen weitere 20 Jahre eingesetzt bleiben können.
FFU-Kunstholz wird hauptsächlich im Bereich von Eisenbahnbrücken, Weichenanlagen, Sonderprojekten und Schwellen mit geringer Bauhöhe eingesetzt. Erstmals in Europa wurden 2004 FFU-Kunstholzschwellen auf der Zollamtsbrücke in Wien eingesetzt. In Deutschland wurden Kunstholzschwellen zum ersten Mal 2008 in eine Weiche im Chemiepark Leverkusen eingebaut. Nach einem erfolgreichen Forschungsbericht der TU München erfolgte 2009 die Zulassung zur Betriebserprobung für FFU-Kunstholzschwellen durch das Eisenbahn-Bundesamt, 2017 dann die Regelzulassung. Bei der Deutschen Bahn wurden FFU-Kunstholzschwellen erstmals im August 2011 auf mehreren Brückenbauwerken bei Vilsbiburg auf der Strecke Bahnstrecke Neumarkt-Sankt Veit–Landshut eingesetzt. In der Schweiz wurden sie erstmals 2014 von der BLS Netz verwendet.
Bis 2012 sind mehr als 1200 km Gleis mit FFU-Kunstholzschwellen ausgerüstet worden. Das Material wird ähnlich wie Holz bearbeitet, jedoch werden Werkzeuge mit Hartmetallschneiden empfohlen. Die UV-stabilen FFU-Kunstholzschwellen sind materiell wiederverwertbar.
Derzeit (Stand: 2022) werden in Deutschland Kunststoffschwellen als Ersatz für Holzschwellen in Weichenbereichen, in Streckengleisen sowie als Ersatz für Holzbrückenbalken auf Brücken mit offener Fahrbahn verwendet. Ihre Beständigkeit gegen Temperatureinflüsse und Chemikalieneinwirkung lässt auch den Einbau in Industriegleisen zu, etwa in Abfüllanlagen.

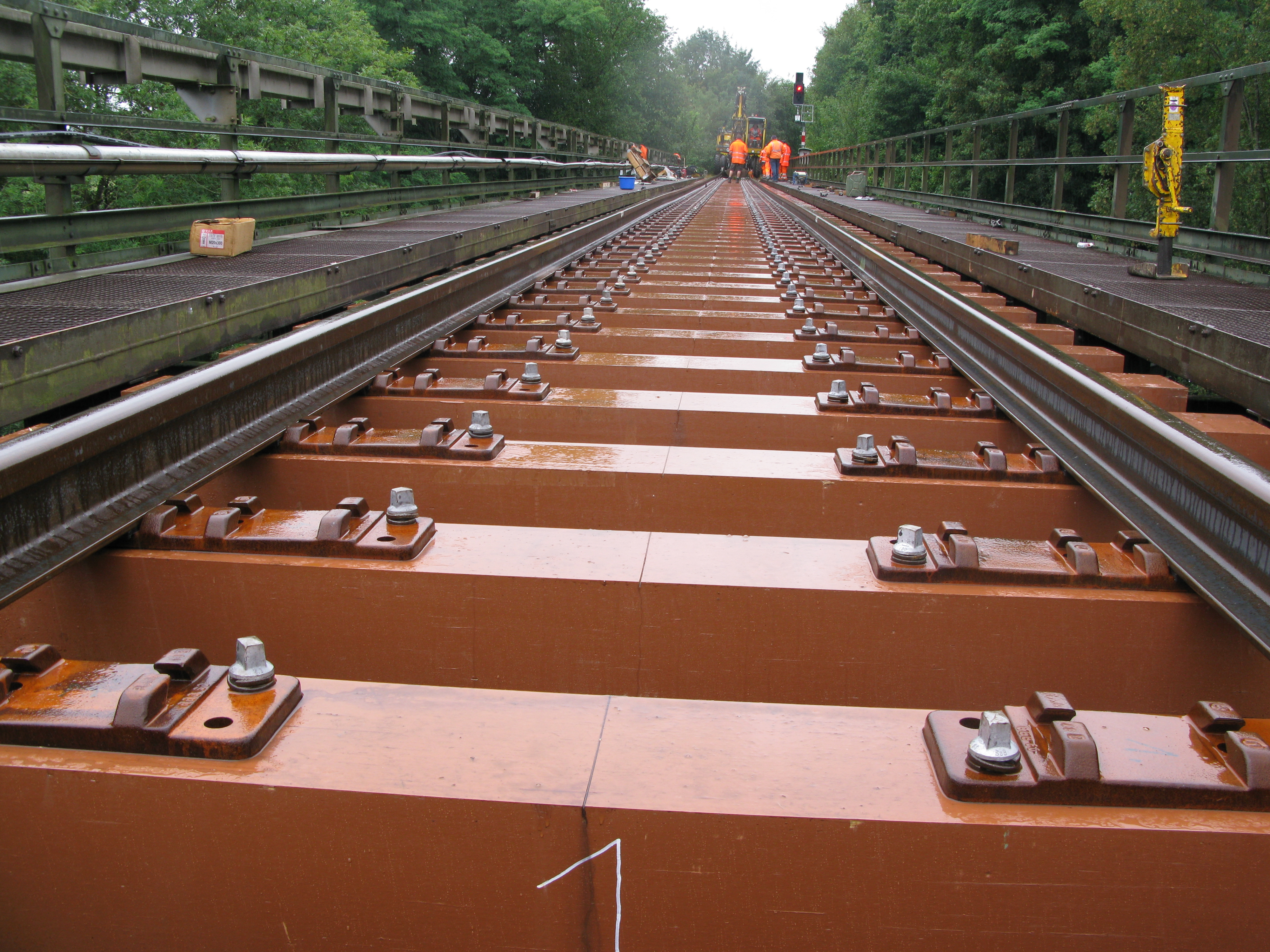
FFU-Brückenbalken auf einer Brücke der Deutschen Bahn
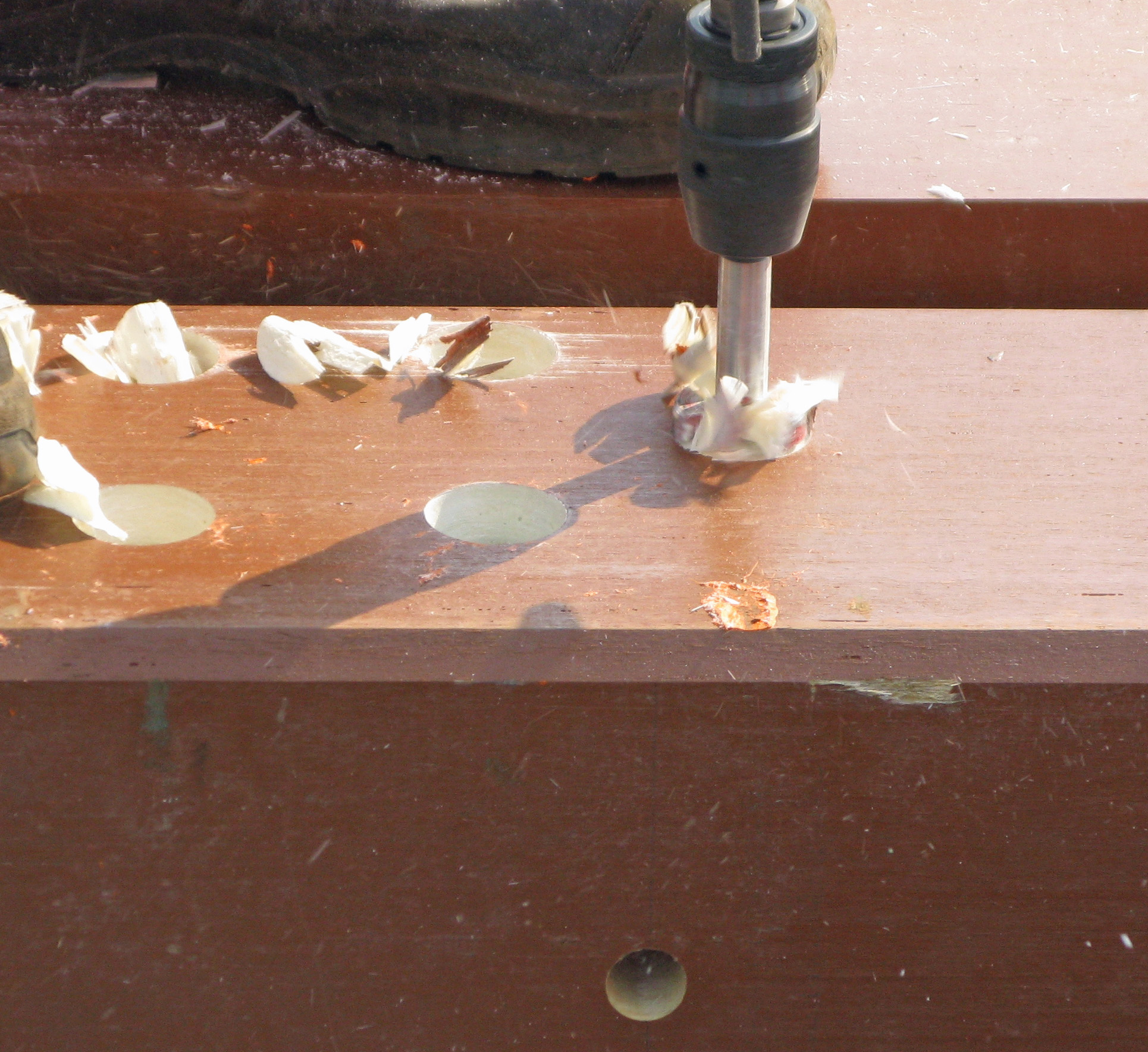
Bohrungen im Kunstholz
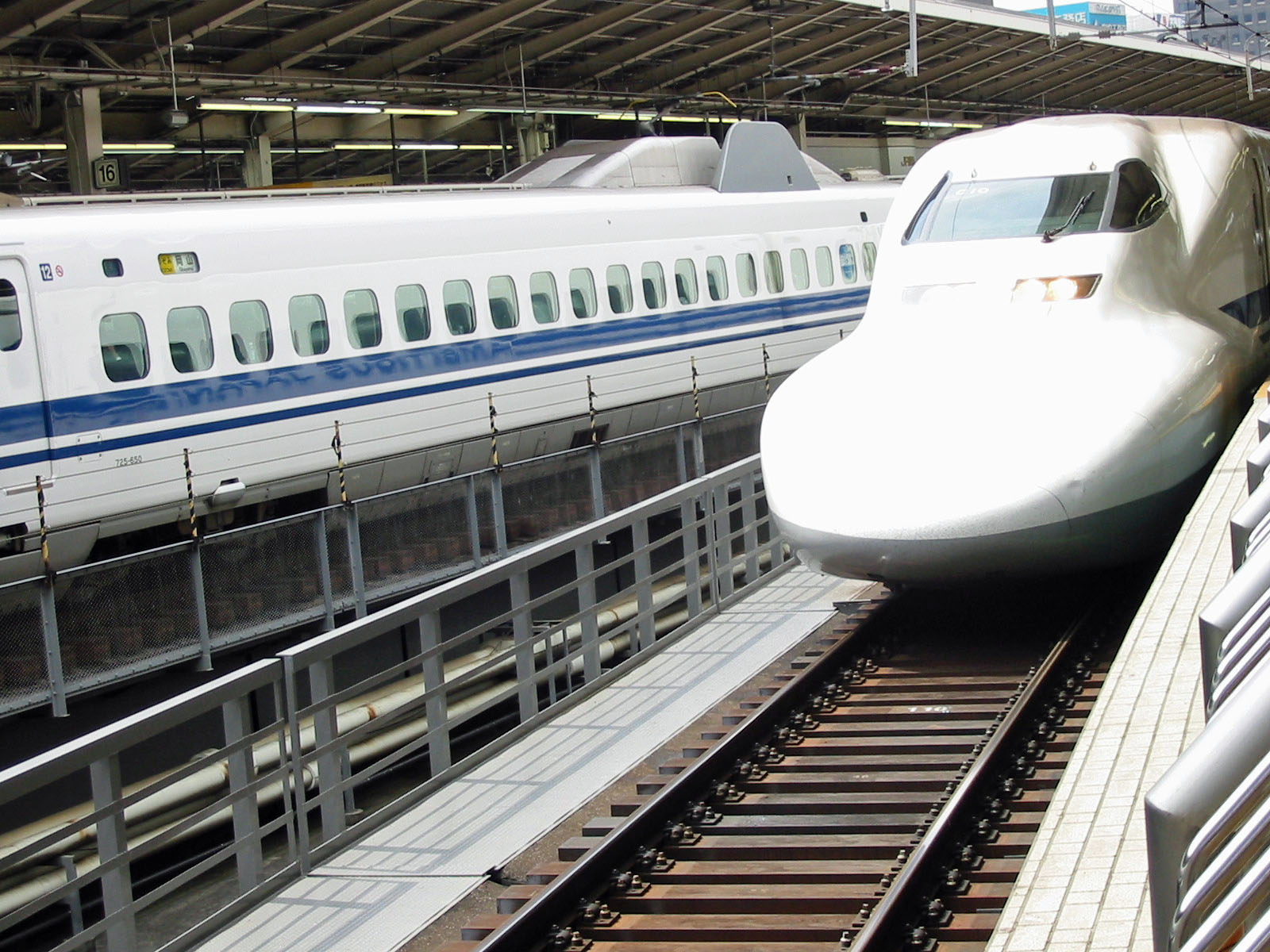
Shinkansen in Tokio auf FFU-Schwellen
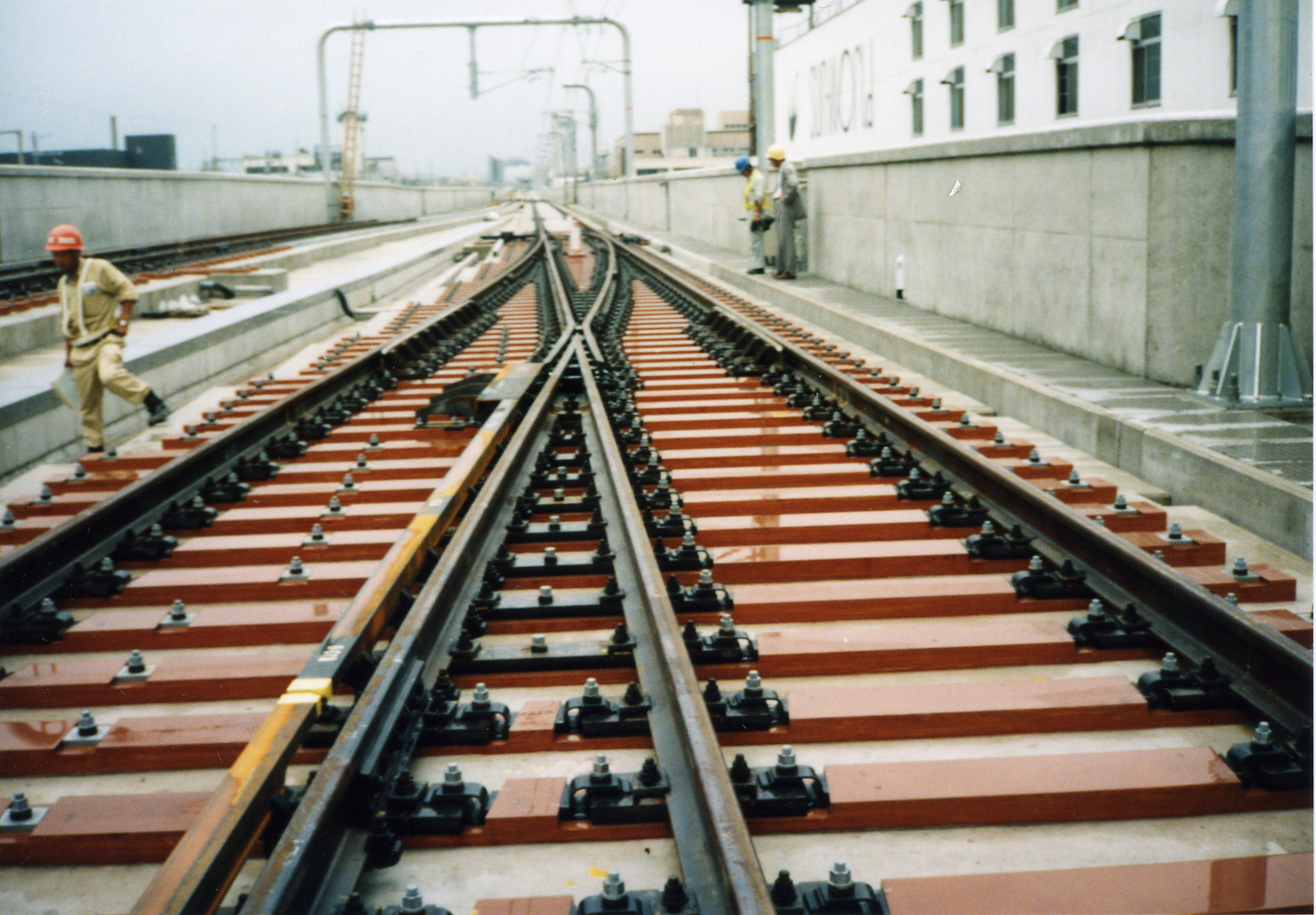
Weiche mit FFU-Schwellen in fester Fahrbahn

### Steinschwelle

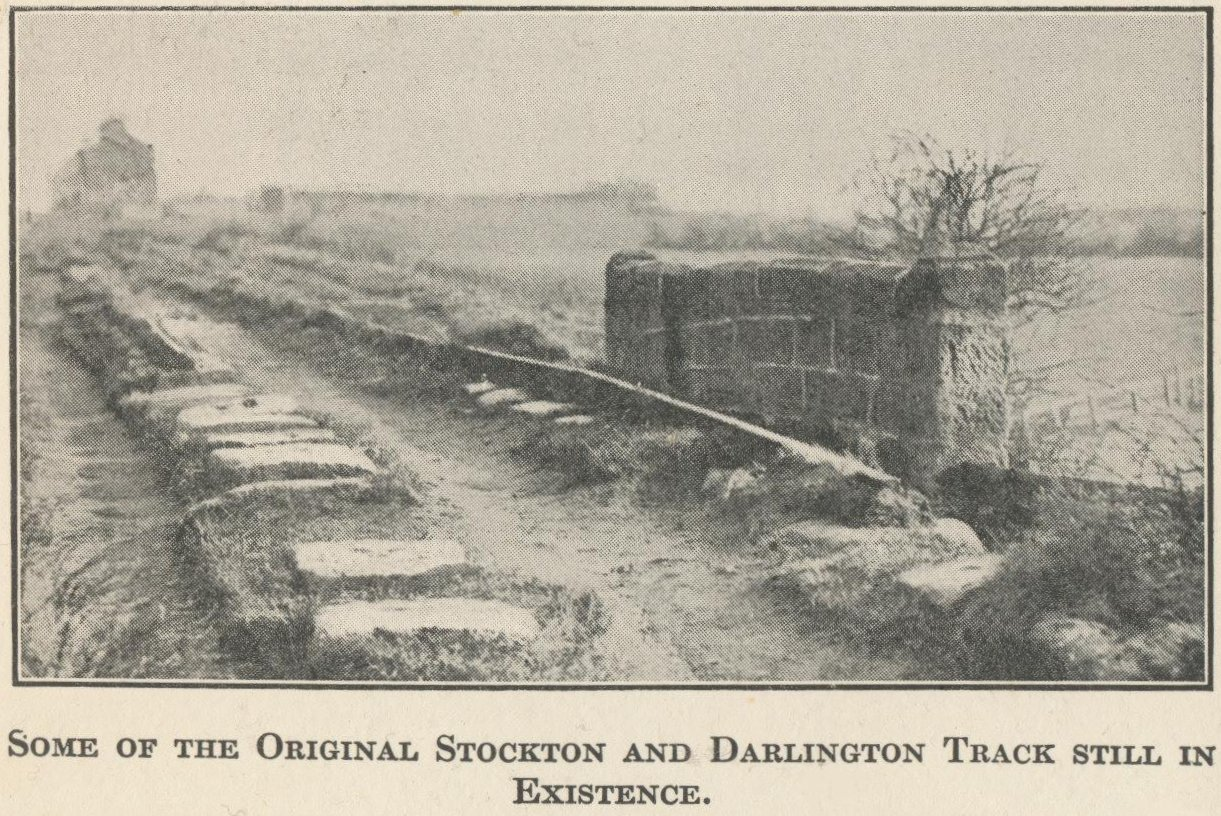
Reste der ursprünglichen Gleisanlage der Stockton and Darlington Railway (Zustand um 1925). Die Schienen wurden auf Steinquadern gelagert.

In der Anfangszeit der Eisenbahn wurden die beiden Schienen auf in den Boden eingegrabenen Steinquadern befestigt. Dieses Verfahren wurde etwa bei der Stockton and Darlington Railway, aber auch 1835 bei der ersten deutschen Eisenbahn von Nürnberg nach Fürth angewandt.

### Spezielle Bauformen
Für Weichen können Verschlussfachschwellen verwendet werden. Sie bestehen aus einem Stahlhohlkasten, der den Weichenverschluss, die Prüferstangen und die Verschlussfachheizung enthält. Klassische Verschlusschwellenfächer bilden Stopfhindernisse, weil die Stopfpickel durch die Einbauten und die seit etwa 2000 eingebauten Kuppelbleche nicht eintauchen können und ausgeschwenkt werden müssen.

### Besohlung
Schwellensohlen bezeichnen eine auf der Unterseite von Betonschwellen angeordnete elastische Schicht, die so genannte Schwellenbesohlung (engl.: ‘under sleeper pad’, Abk. ‘USP’). Diese unterseitigen Beschichtungen können im Fertigungsverfahren beim Betonieren im Frischbeton aufgelegt oder nachträglich an den Unterseiten der Schwellen aufgeklebt werden.
In einigen technischen Parametern konnten Betonschwellen bisher nicht die Vorteile von Holzschwellen aufwiegen; mit besohlten Betonschwellen sind jedoch in der Kontaktfläche zwischen Schwelle und Schotter Lagerqualitäten der Holzschwelle erreichbar.
Bei allen Materialien von unterseitigen Schwellenbeschichtungen ist eine Oberflächenfestigkeit der Materialien erforderlich, die ein Eindringen der Schotterspitzen in diese Besohlung ausschließt.
Für Schwellenbesohlungen werden international von den Bahngesellschaften unterschiedliche technische Anforderungen festgelegt. Neben diesen Vorgaben der Gebrauchstauglichkeit werden Anforderungen gestellt an die Systemredundanz, die Betriebsfestigkeit und gemäß KrW-/AbfG auch an das Recycling der Sohlenmaterialien und an die Recyclingfähigkeit des verbleibenden Betonkörpers der Schwellen.
Besohlte Schwellen verlängern durch die geringere Schotterbeanspruchung die Wartungszyklen von Gleisen und Weichen bis auf etwa das Vierfache, mindern die Körperschallemission von Gleisanlagen und ermöglichen eine Reduzierung der Schotterstärke.

### Recycling

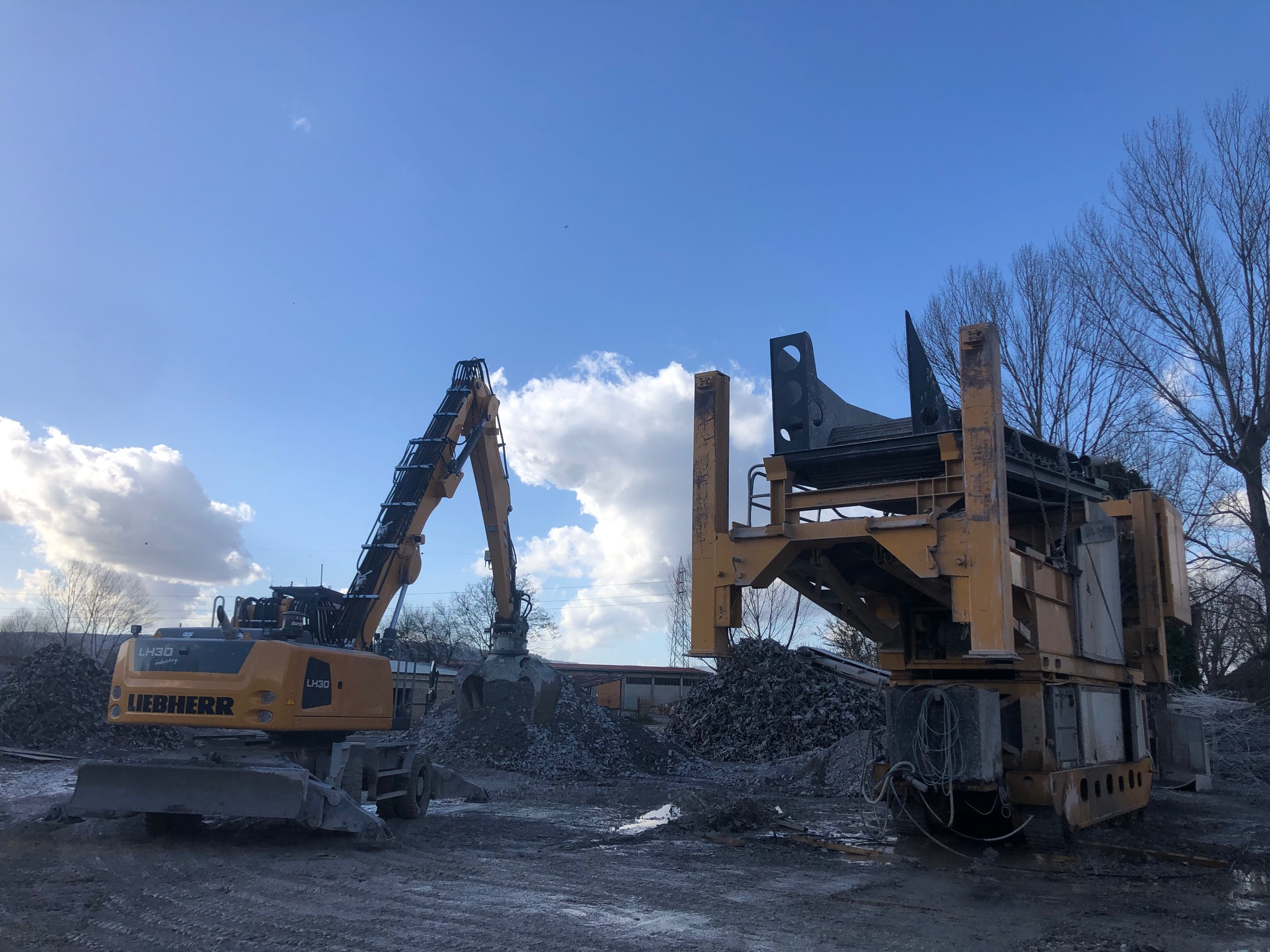
Mobile Brechanlage zum Recycling von Betonschwellen

Um Problemen durch Materialverschleiß vorzubeugen, wird in Industrieländern jährlich ein Teil aller Bahnschwellen auf den Trassen entfernt und durch neue ersetzt.
Gebrauchte Holzschwellen dürfen seit 1992 nicht mehr für andere Zwecke eingesetzt werden und müssen aufwendig als Sondermüll entsorgt werden. Betonbahnschwellen werden durch Brechanlagen in ihre Komponenten Stahl und Schotter zerlegt, die möglichst wieder in den Wirtschaftszyklus eingebracht werden.

### Schienenbefestigung
Die Schienen wurden anfangs mit Nägeln und etwas später, insbesondere in Großbritannien und Frankreich, in Schienenstühlen mit Holz- oder Federstahlkeilen auf den Stein- oder Holzschwellen fixiert. Danach wurden Schrauben und dann zusätzliche Federelemente verwendet. Diese nehmen die Schwingungen der Schiene bei Belastung sowie ihre Dehnung bei Temperaturschwankung auf, ohne zu brechen. In Kontinentaleuropa setzten sich Unterlagsplatten zwischen Schwellen und Schienen durch, anfangs als offene Unterlagsplatten bzw. Leistenplatten, später zu Hakenplatten und den noch heute (Stand: 2022) üblichen Rippenplatten weiterentwickelt. Die verschiedenen Gesamtsysteme normierter Kleinteile zur Schienenbefestigung werden als Oberbauarten bezeichnet; in Deutschland dominieren auf Betonschwellen der Oberbau W und auf Holz- sowie Stahlschwellen die Oberbauten K und Ks mit Varianten. Betonschwellen mit Oberbau K waren jahrzehntelang die Regelbauart, sie sind noch auf vielen Strecken vorhanden.

### Alternativen zur Bahnschwelle
Mitte der 1990er Jahre wurden verschiedene neuartige Oberbausysteme entwickelt. Feste Fahrbahnen kommen ohne Schotteroberbau und klassische Bahnschwellen aus. Je nach Ausführung werden die Schwellen dabei zu kleinen Betonsockeln reduziert, die Schienenbefestigungen tragen, bzw. die Schienen werden direkt auf der Betonfahrbahn befestigt. Insbesondere auf Hochgeschwindigkeitsstrecken und bei Stadt- und U-Bahnen in Tunneln wird die feste Fahrbahn wegen der stabileren Gleislage und der geringeren Unterhaltungskosten eingesetzt. In Straßenbahnnetzen wird die feste Fahrbahn bei eingedeckten Abschnitten ebenfalls zunehmend eingebaut.
Ein Kompromiss zwischen Schwellenoberbau und fester Fahrbahn ist das Rahmen-Schwellen-Gleis.

### Handhabung
Auf Baustellen wurden insbesondere die leichteren Holzschwellen traditionell von mindestens zwei oder mehr kräftigen Personen durch beidseitiges Umfassen mit Schwellenzangen getragen. Diese sind so lang, dass sie breitbeiniges, über der Schwelle gegrätschtes, weitgehend aufrechtes Stehen zum Heben derselben erlauben.
Wenn diese Zange zum Transport über der Schulter zusammengeklappt ist, stoßen die rechteckigen Griffringe flach aneinander. Fassen die rechtwinkelig einwärts gebogenen Enden der Zangengreifarme unter die Schwellenunterseite oder klemmen sie – etwas ins Holz eindringend – die Schwelle am Querschnitt seitlich, so stehen die Griffe 50–100 cm auseinander. Schon Ziehen oder Heben mit den schulterbreit angelenkten Menschenarmen bewirkt da ein meist ausreichendes Greifmoment am Zangengelenk, um mit den kürzeren Greifschenkeln die Schwelle gut zu klemmen.
Um eine beschädigte Schwelle zu tauschen, wurde sie mit Krampen und Schottergabeln vom seitlich umgebenden Gleisschotter freigelegt, die Schienenbefestigungen gelöst und seitlich aus dem Gleisbett gezogen. Das Positionieren der neu eingeschobenen erfolgte mit Hammerschlag auf die Stirnseite und durch rückendes Hebeln. Nach dem Einbau und dem Verfüllen müssen erneuerte Schwellen gestopft werden. Das Anlegen eines Gleisdurchbruches für eine Kabelquerung unterhalb des freizuhaltenden Arbeitsraumes für den Baumaschineneinsatz kann ebenfalls einen Schwellenausbau nötig machen, Züge konnten mit Geschwindigkeitsbegrenzung und Abfangung in der Arbeitsgrube dennoch passieren.
Inzwischen ist Handarbeit für den Schwellenwechsel selten geworden und zumindest in Industrieländern nur noch bei beengten Platzverhältnissen üblich. Gestiegene Lasten und Geschwindigkeiten erlauben die Arbeit im nichtgesperrten Gleis nicht mehr, zudem ist die Lagesicherheit des Gleises beeinträchtigt. Das am häufigsten eingesetzte, weil vielseitigstes Hilfsmittel, sind Zweiwegebagger. Betonschwellen sind wegen ihrer Masse und aus Arbeitsschutzgründen nicht ohne Hebezeuge handhabbar. Für das Wechseln von mehreren aufeinanderfolgenden Schwellen gibt es Schwellenwechsler als Anbaugerät für Zweiwegebagger, die Einrichtungen für den Schotteraushub und das Greifen der Schwellen in einem Gerät vereinigen.